# Personnages de Chuck

Logo de Chuck

Les personnages de Chuck, série télévisée américaine, se  constituent de onze acteurs principaux, d'une douzaine d'acteurs récurrents et d'un nombre aléatoire d'invités au fil des saisons.

## Personnages principaux

### Charles Irving «Chuck» Bartowski

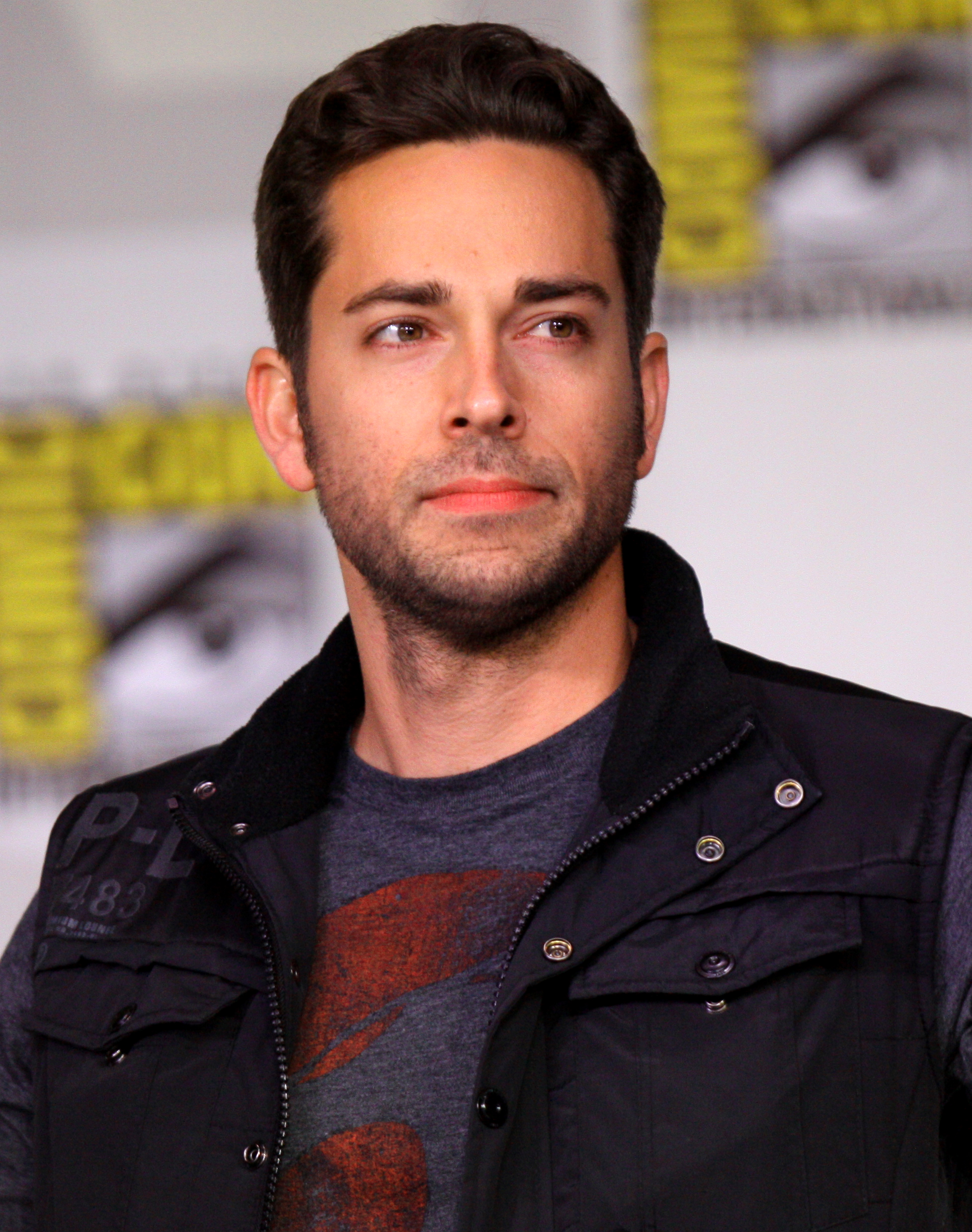
Zachary Levi interprète Chuck Bartowski.

- Interprété par Zachary Levi (VF : Tanguy Goasdoué)

Chuck Bartowski est le personnage central de la série. Il a une sœur aînée, Ellie Bartowski qui le soutient et l'encourage dans tout ce qu'il fait. Leur père est Stephen J. Bartowski et leur mère Mary E. Bartowski. Son meilleur ami, Morgan Grimes, travaille avec lui dans le même magasin, le Buy More. C'est donc un geek sans histoire, passionné d'ordinateurs, travaillant dans une grande surface d'électroménager et d'électronique, plus particulièrement dans le SAV informatique appelé Nerd Herd. Il est timide et n'est pas très doué avec les filles.
Mais un jour, sa vie change complètement quand Bryce Larkin, son ancien meilleur ami de Stanford, lui envoie un mail qui, lorsque Chuck l'ouvre, transfère la totalité des informations de la CIA et de la NSA dans son subconscient, informations qui ressurgissent sous forme de « flashs » lorsqu'il est confronté à certaines situations. C'est ainsi qu'il devient un espion pour la CIA et la NSA menant, par la suite, une double vie d'espion bien malgré lui. Dès lors, Chuck n'a qu'une idée en tête, celle de retrouver sa vie d'avant. Il retrouve son père (qui les avait abandonnés, Ellie et lui, et apprend qu'il a créé l'Intersecret lui-même. C'est ainsi son père qui lui permet de le retirer de son cerveau et de lui permettre d'envisager une vie normale.
Toutefois, quelques jours plus tard, Chuck se rend compte qu'il a un choix à faire : ses deux années passées à partir en mission avec Sarah et Casey ont fini par lui plaire, et il a réalisé qu'avec l'Intersecret, il avait la possibilité d'aider les gens et les protéger. Il décide de télécharger le nouvel Intersecret 2.0 sans savoir que celui-ci va lui donner des capacités inimaginables et ainsi faire de lui un « vrai » espion.

### Sarah Walker

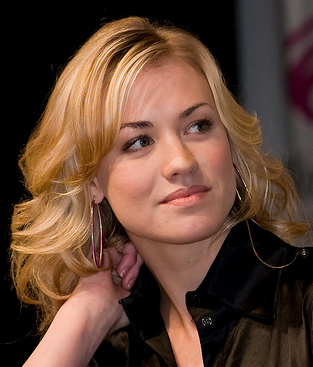
Yvonne Strahovski interprète Sarah Bartowski-Walker.

- Interprété par Yvonne Strahovski (VF : Laura Blanc)

Sarah Walker, devenue Bartowski après son mariage avec Chuck, de son vrai nom Sam Lisa, est une espionne de la CIA et la protectrice de Chuck. Elle a pour mission de protéger Chuck et se fait ainsi passer pour sa petite amie. Dès le premier regard, Chuck est tombé amoureux d'elle. Sarah, malgré ses responsabilités d'espionne et son passé, ne montre pas ce qu'elle ressent pour le bien de sa mission. Néanmoins et malgré ses efforts, elle ne peut s'empêcher de se montrer attirée par Chuck. L'évolution de leurs rapports amoureux constitue un des ressorts dramatiques principaux de la série.
Au fur et à mesure, Chuck et Sarah se dévoilent l'un à l'autre même si leur relation reste tumultueuse car ils doivent composer entre les différentes missions, leurs vies d'espions et les secrets que Chuck contient grâce à l’Intersecret puis l’Intersecret 2.0.
Lors de la troisième saison, Chuck et Sarah ont l'occasion de partir loin de cette vie d'espion. Seulement, quand Sarah propose à Chuck d'être tous les deux et de s'enfuir, Chuck prend une décision difficile en refusant pour se consacrer à sa formation d'espion. Il y voit en effet l'occasion de se prouver à lui-même et à Sarah qu'il peut y arriver, mais aussi une opportunité d'aider et protéger son prochain, et considère son propre bonheur comme secondaire. Il blesse alors Sarah, qui pense qu'il a changé au cours des missions ; mais il parviendra finalement à la reconquérir et entamer une relation amoureuse avec elle. À la fin de la quatrième saison, Chuck et Sarah se marient.
Lors de l'épisode 10 de la cinquième saison, elle est obligée d'enregistrer l’Intersecret dans sa mémoire pour sauver sa vie et celle de Casey coincé dans un piège. À la suite de cet incident, elle perd définitivement tout souvenir de l'opération Bartowski, y compris ses sentiments pour Chuck.

### Colonel John Casey

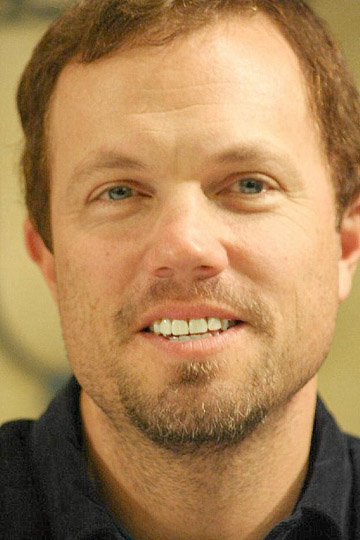
Adam Baldwin interprète John Casey.

- Interprété par Adam Baldwin (VF : David Krüger)

John Casey est un agent de la NSA, d'abord Major, ensuite promu Colonel qui doit également protéger Chuck. Son vrai nom est Alexander Coburn : il a simulé sa mort pour entrer dans une unité secrète de la NSA menée par un supérieur corrompu. Il est souvent décrit comme un homme dur et conservateur qui suit avant tout les ordres donnés par sa hiérarchie, en ne montrant aucune émotion. Au fil des missions, Casey laisse entrevoir à Chuck qu'il le respecte et l'estime, éprouvant de la sympathie à son égard, voire une possible amitié.
Casey a eu une fiancée, Kathleen McHugh, avec qui il devait se marier mais lors d'une mission, il a été volontairement déclaré mort et a dû changer d'identité. Il a été recruté par le Colonel Keller qui l'a formé au combat. Quand des années plus tard, celui-ci revient pour lui demander de dérober une pilule contenant une substance retirant toute peur, Casey est forcé de s'exécuter, devenant ainsi un traître. En réalité, Keller l'a menacé de tuer son ex-fiancée s'il n'obéissait pas. Il parvient cependant, avec l'aide de Chuck et Sarah, à arrêter Keller et ses hommes, prouvant ainsi que Casey n'est pas un traître. Ils rassurent Kathleen afin de lui confirmer qu'elle n'a plus rien à craindre. C'est à ce moment que Casey découvre qu'il a une fille qu'il ne connaît pas et qui se nomme comme lui, Alex. Casey est touché par la nouvelle, mais décide de ne pas interférer dans sa vie et de continuer la sienne dans un premier temps, avant de finalement nouer des relations avec elle.

### Morgan Grimes

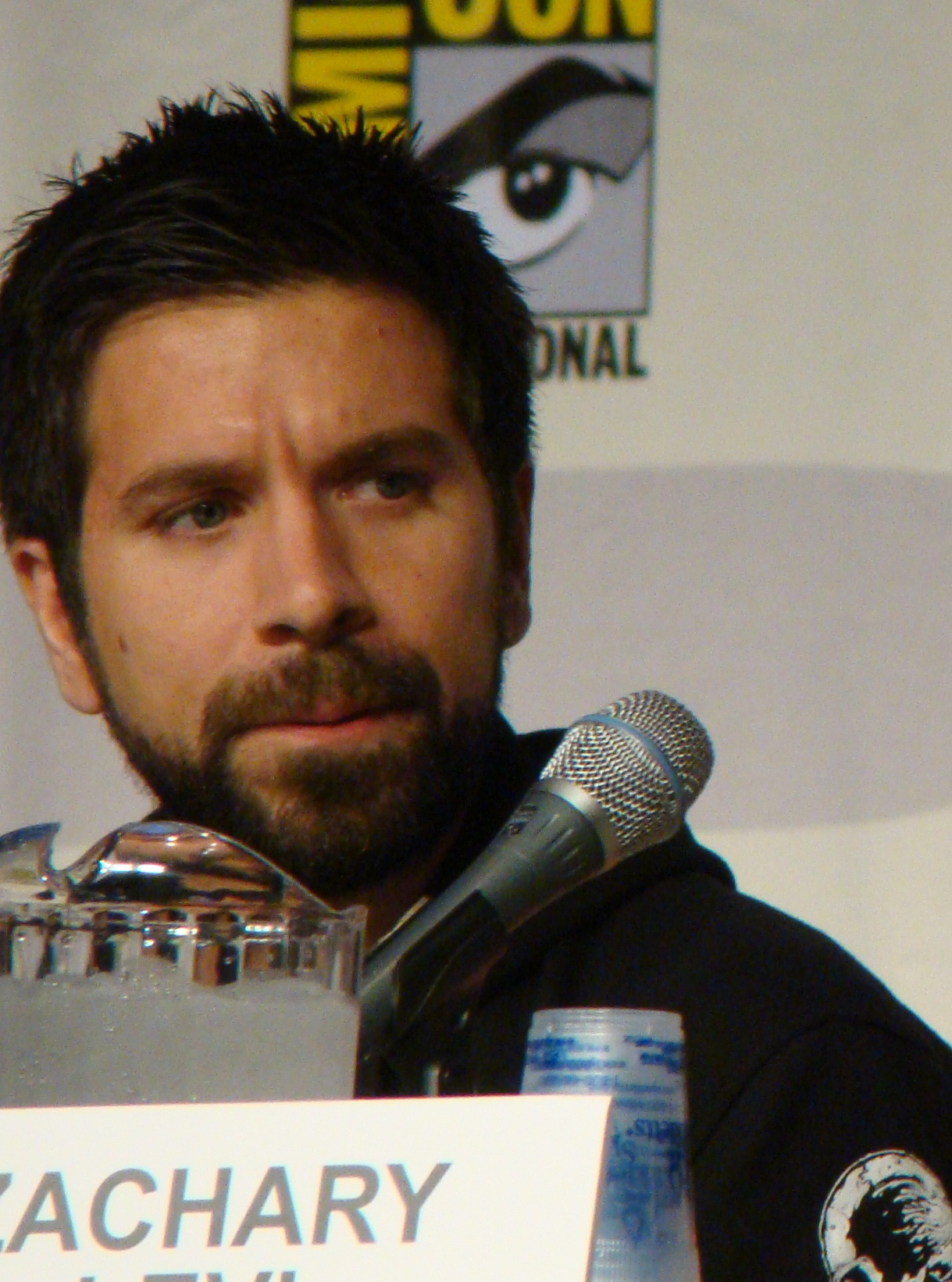
Joshua Gomez interprète Morgan Grimes.

- Interprété par Joshua Gomez (VF : William Coryn)

Morgan Grimes est le meilleur ami de Chuck avec qui il travaille au Buy More. Morgan est, avec Chuck et les autres employés du Buy More, un des nombreux personnages geeks de la série : il s'intéresse plus particulièrement aux jeux vidéo. Sa petite amie dans les deux premières saisons est Anna Wu.
Il connaît tout de la vie de Chuck, dont il est très proche (ils sont amis depuis 20 ans), si ce n'est son rôle d'espion jusqu'au jour où il le découvre. Par la suite, Chuck lui raconte toute l'histoire lors de leur capture au Buy More. Chuck est si soulagé de pouvoir enfin tout lui dire qu'il lui promet également de l'intégrer dans l'équipe. Morgan est très heureux de savoir son meilleur ami espion et souhaite lui aussi en devenir un. Dans un premier temps, le Général Beckman refuse puis lorsque Morgan s'avère utile, Casey demande qu'il soit intégré dans l'équipe. Il doit par la suite se charger de sa formation d'espion.
Lors de la troisième saison, il rencontre Alex McHugh, la fille de Casey et en tombe amoureux. Elle devient sa petite amie dans la quatrième saison.
Lors de la fin de la quatrième saison, Morgan a téléchargé accidentellement l’InterSecret dans sa mémoire. Dès lors, il se montre arrogant et provocateur, jusqu'à ce que son équipe réalise que la version de l'Intersecret qu'il a téléchargée était corrompue. Il parviendra à s'en débarrasser et à retrouver sa personnalité d'origine.

### Ellie Bartowski

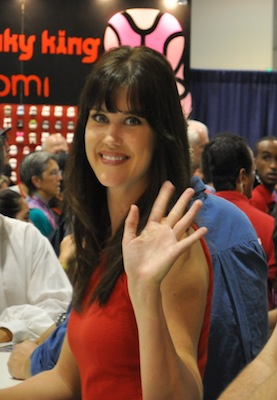
Sarah Lancaster interprète Ellie Woodcomb-Bartowski.

- Interprété par Sarah Lancaster (VF : Caroline Lallau)

Eleanor Fay Bartowski-Woodcomb, alias Ellie Bartowski, est la sœur aînée de Chuck et l'épouse de Devon Woodcomb. Médecin comme son mari, elle travaille dans le grand hôpital de Westside. Bien qu'elle s'intéresse de très près à la vie de son frère et met tout en œuvre pour que celui-ci soit heureux, elle ne connaît rien des activités d'espion de Chuck, jusqu'au jour où un agent double de la CIA, travaillant aussi pour l’Alliance, l'approche pour lui faire croire tout un tas d'idées fausses afin de savoir où se cache Stephen Bartowski. Ellie va ainsi, sans le savoir, mener son père droit vers l'organisation ennemie de son frère. Lorsqu'elle est retenue prisonnière sans s'en rendre compte, Chuck et l'équipe pénètrent dans le même bâtiment afin de démanteler l’Alliance. Seulement, Ellie voit Chuck frapper un homme. Surpris tous les deux de cette rencontre inopinée, Chuck lui apprend qu'il ne faut pas faire confiance aux personnes dans ce bâtiment et part à la poursuite de celui qu'il avait frappé. Mais au moment où il l'intercepte, Chuck interrompt une réunion importante entre généraux et ne peut expliquer pourquoi il est là. Chuck est alors arrêté, ainsi que Sarah et Casey. Ellie rentre alors chez elle et explique à Devon la situation; celui-ci, croyant qu'elle est désormais au courant de toute la vérité, tente de la rassurer en lui disant que Chuck a l'habitude car il travaille pour la CIA. Cependant, face à l'étonnement d'Ellie, Devon comprend qu'elle n'en savait rien et doit en conséquence lui expliquer la situation.

### Devon Woodcomb

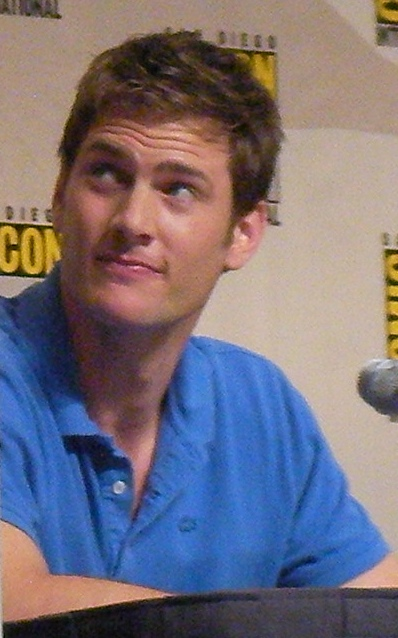
Ryan McPartlin interprète Devon Woodcomb.

- Interprété par Ryan McPartlin (VF : Stéphane Pouplard)

Devon Woodcomb alias « capitaine Trop Top » (Captain Awesome en version originale) est le mari d'Ellie. Il est chirurgien et travaille dans le même hôpital qu'elle. Son perfectionnisme, dû à la fois à son amour des sports extrêmes (escalade, deltaplane, etc.) et à l'usage constant du terme « trop top », a conduit à ce surnom.
Devon est devenu un peu méfiant sur les agissements de Chuck et Casey vers la fin de la deuxième saison. Cela l'a conduit à la découverte de la vie d'espion de son beau-frère. Depuis, il a contribué à couvrir Chuck, car il est une des rares personnes, ne faisant pas partie de la NSA ou la CIA, à connaitre les activités secrètes de Chuck.
Lors de la troisième saison, il est pris pour un espion par un agent de l’Alliance qui l'enlève pour lui proposer d'être un agent double.
Lors de la quatrième saison, il a un enfant avec Ellie, qu'ils appellent Clara.

### Michael Tucker alias «Big Mike»

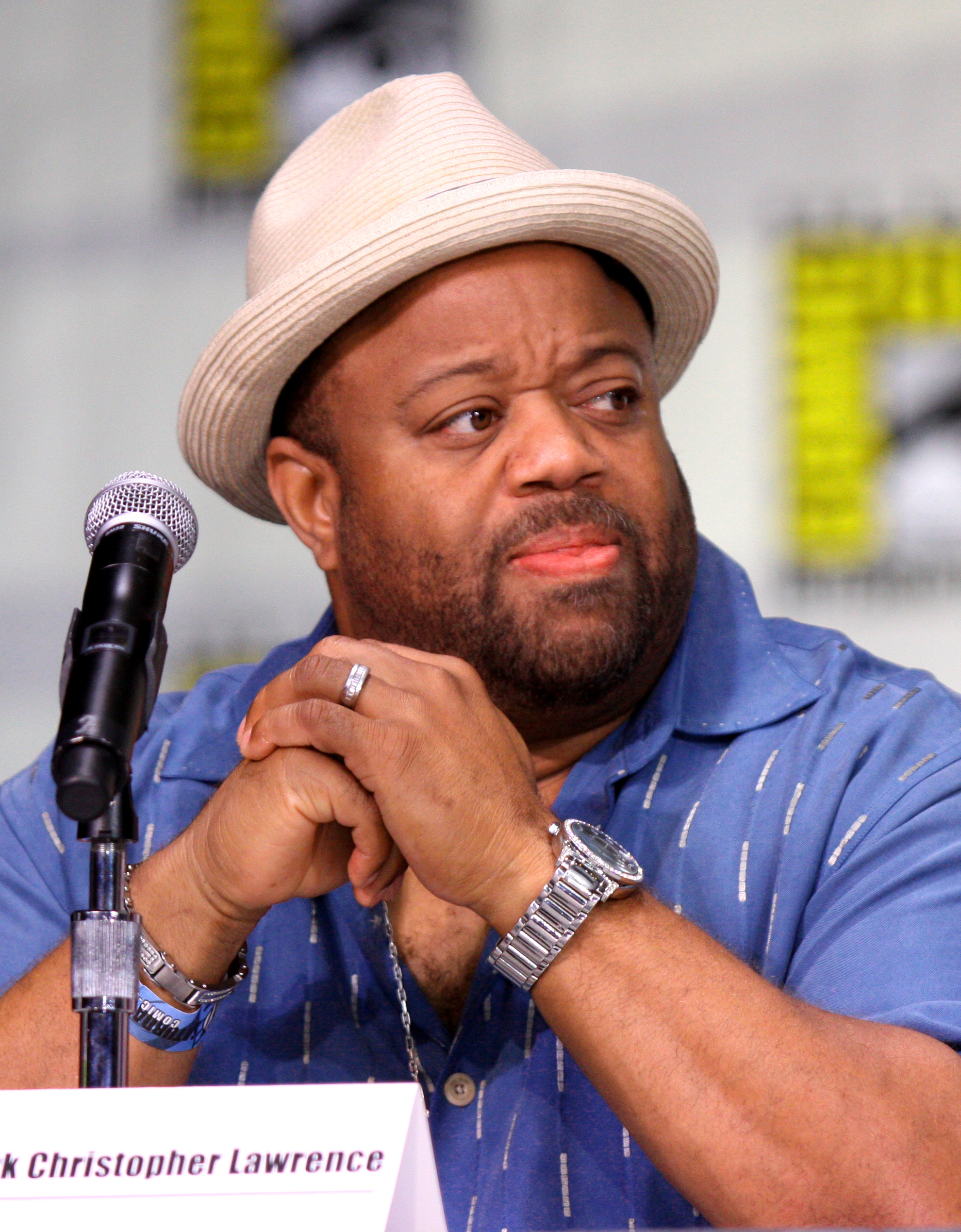
Mark Christopher Lawrence interprète « Big Mike ».

- Interprété par Mark Christopher Lawrence (VF : Pascal Massix puis Pascal Casanova)

Michael Tucker alias « Big Mike » est le manager en chef du Buy More qui souhaite que ses employés, y compris Chuck, travaillent convenablement et beaucoup. De nature dilettante, voire paresseuse, il préfère pour sa part travailler le moins possible. C'est également un pêcheur passionné qui fait fréquemment des pauses pendant le travail pour aller pêcher.
Après son divorce, il entretient une relation avec la mère de Morgan Grimes, Bolonia. Depuis lors, il a pris Morgan sous son aile comme s'il était son fils, et est devenu le mentor de son développement professionnel.
Lors de la deuxième saison, il a été rétrogradé pour être vendeur (T-shirt vert) à la suite d'une manipulation par Emmett Milbarge pour prendre sa place. À la suite de la disparition d'Emmett, il est promu à nouveau manager du magasin.

### Jefferson «Jeff» Barnes

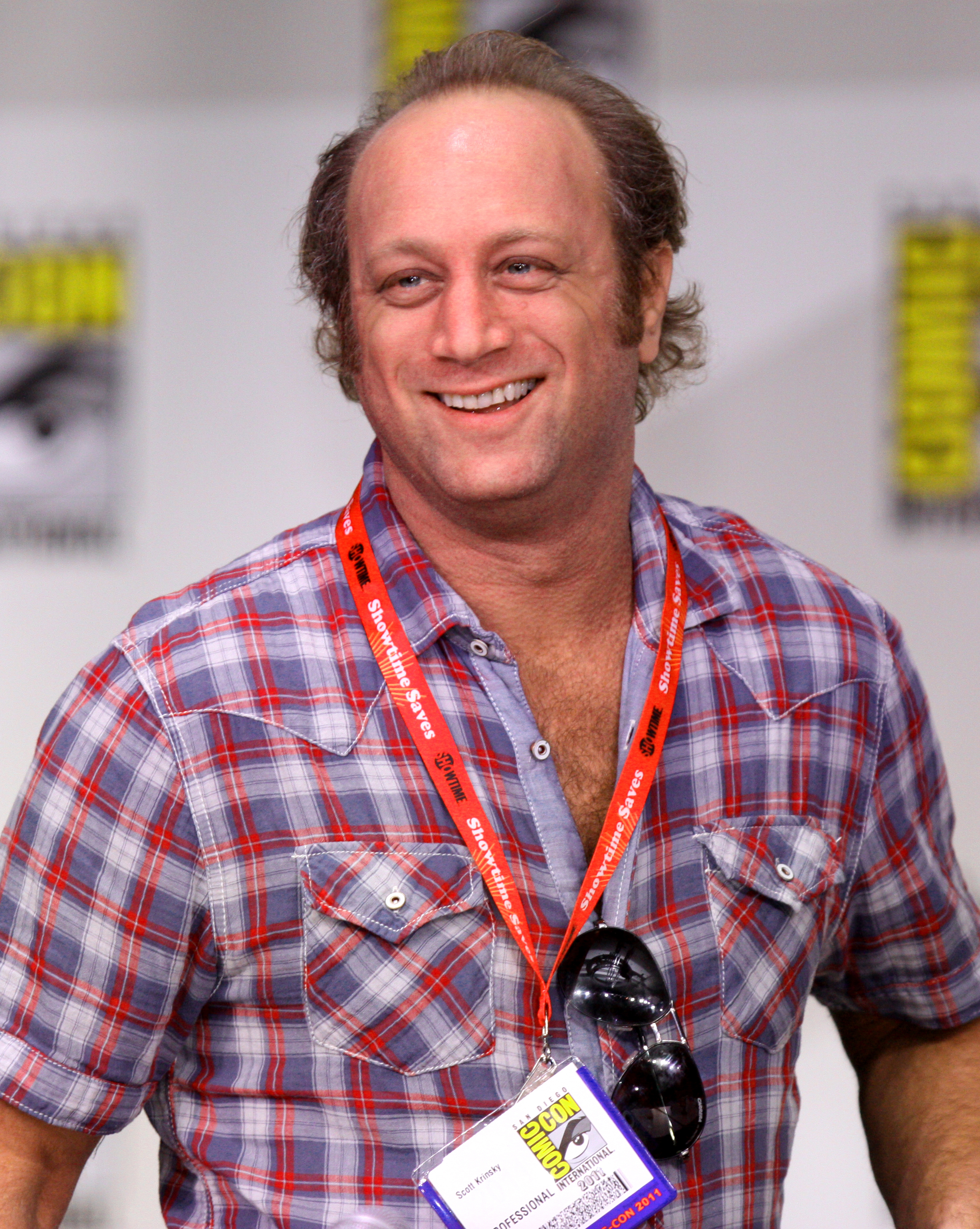
Scott Krinsky interprète « Jeff ».

- Interprété par Scott Krinsky (VF : Jacques Bouanich)

Jefferson Barnes dit « Jeff » est un collègue de Chuck au Buy More concernant le Nerd Herd spécialisé dans les produits Apple. C'est le meilleur ami de Lester. Âgé d'environ quarante ans, il est très immature, porté sur la boisson et les femmes, qu'il effraie souvent par son comportement inquiétant.
Une mission, portant sur des terroristes infiltrés qui ont détourné un satellite afin de s'en servir pour déclencher une guerre nucléaire, impose à l'équipe de demander de l'aide à Jeff sans qu'il ne se rende compte de rien. La seule solution pour résoudre et empêcher ce désastre est d'obtenir les codes secrets se trouvant juste après le dernier niveau d'un ancien jeu d'arcade, Missile Command. Jeff a été sacré champion du jeu en 1983 et demeure toujours invaincu, au début de l'épisode tout du moins. L'équipe organise alors un championnat spécial au Buy More pour que Jeff leur permette de récupérer le code de désactivation des missiles.
Il a formé un groupe de rock avec Lester, nommé Jeffster!.

### Lester Patel

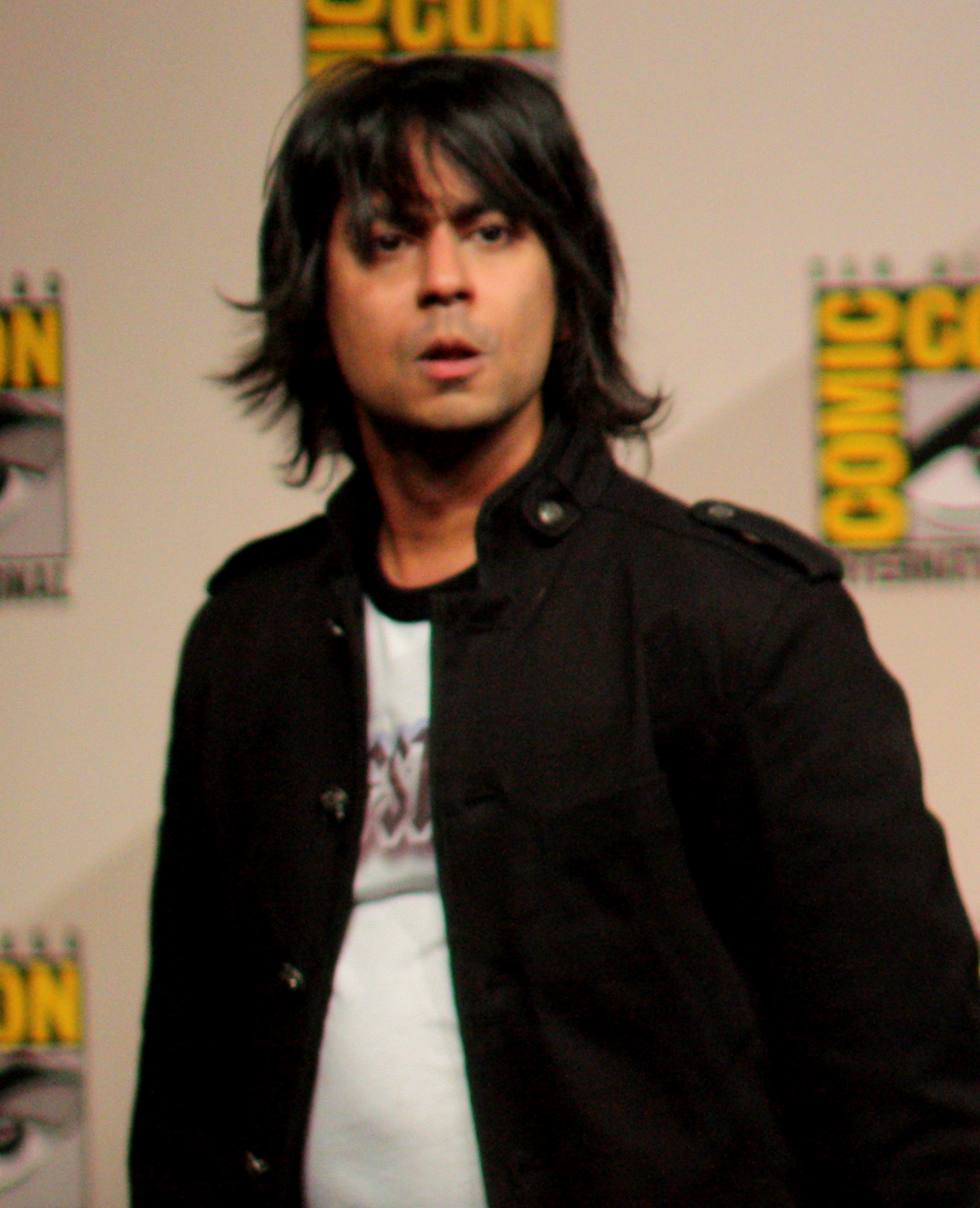
Vik Sahay interprète Lester Patel.

- Interprété par Vik Sahay (VF : Pascal Nowak)

Lester Patel est un collègue de Chuck au Buy More concernant le Nerd Herd spécialisé dans les produits Apple. Il passe une bonne partie de son temps avec Jeff. Provocateur, il cherche souvent la confrontation avec Chuck, qu'il n'hésite pourtant pas à appeler à l'aide lors de situations délicates.
Il a formé un groupe de rock avec Jeff, nommé Jeffster!.

### Anna Melinda Wu

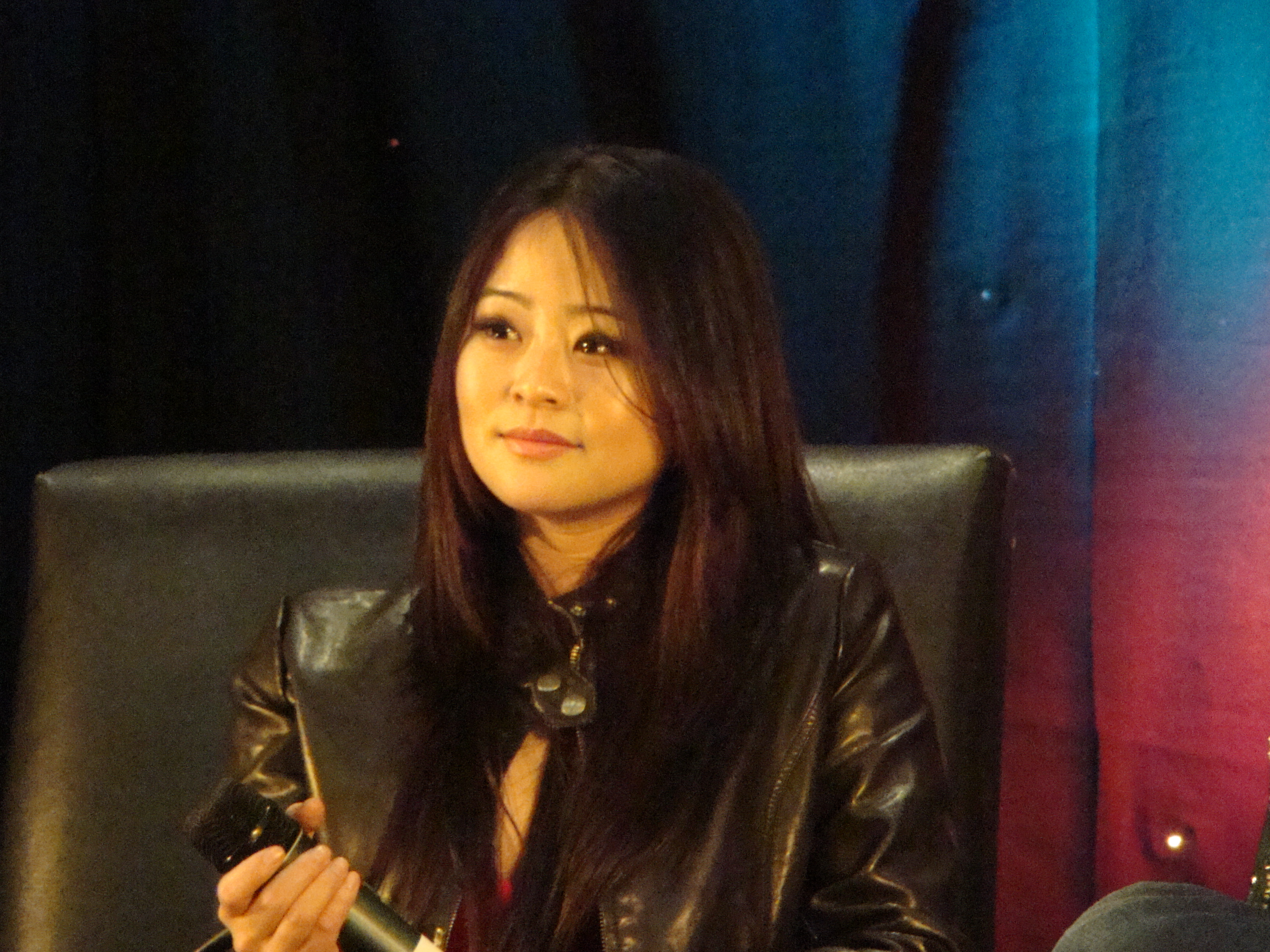
Julia Ling interprète Anna Wu.

- Interprété par Julia Ling (VF : Ysa Ferrer) (récurrente saison 1 et invitée saison 3 / principale saison 2)

Anna Wu est aussi une collègue de Chuck au Buy More concernant le Nerd Herd. Elle est habile dans les arts martiaux. Elle devient la petite amie de Morgan durant la première et jusqu'à la deuxième saison.
Lors du premier épisode de la troisième saison, elle part pour Hawaï avec lui, mais finit par le quitter pour le premier chef cuisinier qu'ils avaient engagé. Au cours de l'épisode 16 de la troisième saison, elle revient pour rapporter les affaires de Morgan et essayer de le reconquérir. Cependant, Morgan, ayant fait un tas d'efforts pour l'oublier, la rejette et elle repart à Hawaii.

### Général Beckman

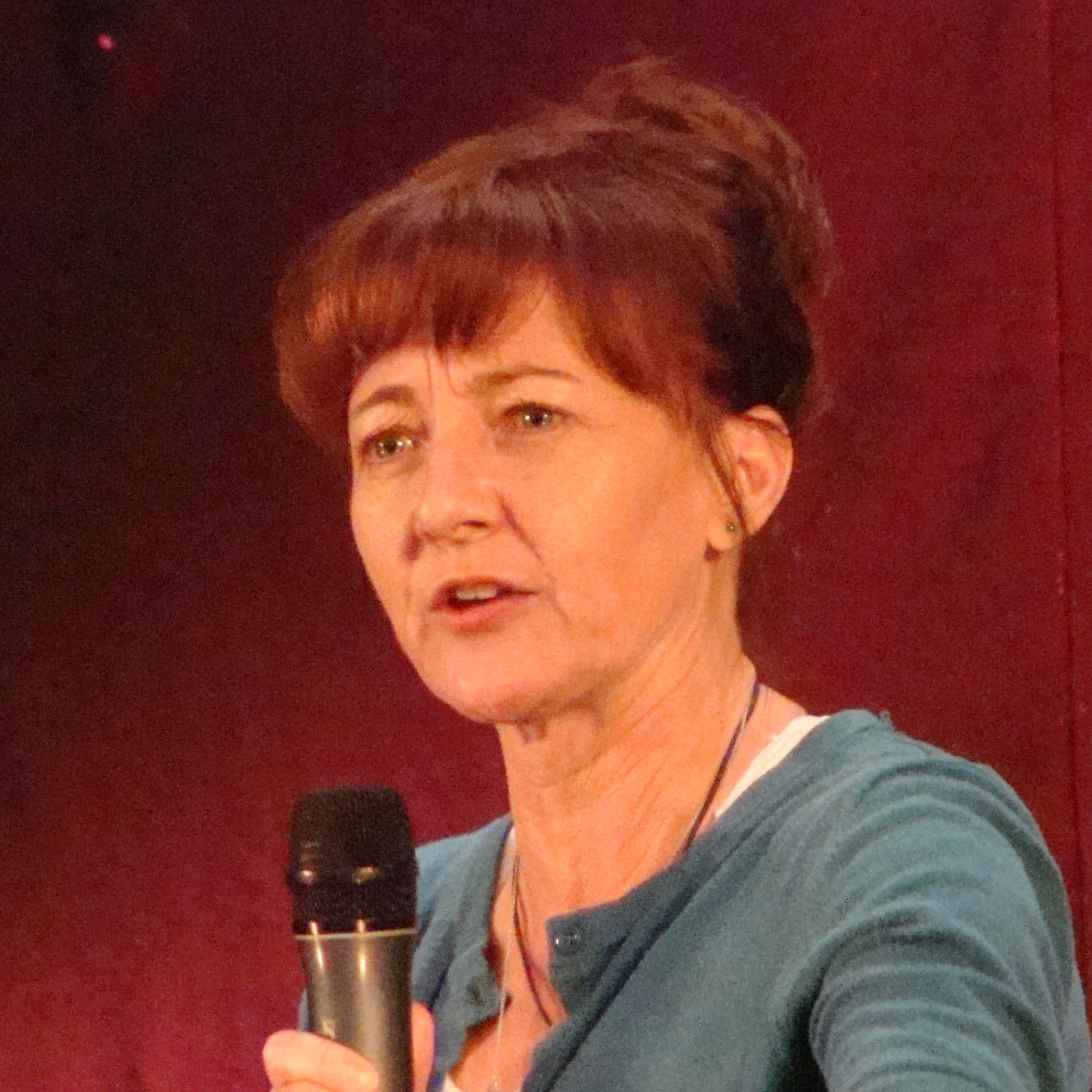
Bonita Friedericy interprète le Général Beckman.

- Interprétée par Bonita Friedericy (VF : Françoise Pavy) (récurrente saisons 1 à 3 et 5 / principale saison 4)

Le Général Diane Beckman est à la tête de la NSA, elle est responsable de l’Opération Bartowski comportant Sarah, Casey et Chuck depuis qu'il a téléchargé l’Intersecret dans sa mémoire. Elle se déplace très peu sur le terrain mais lorsqu'elle vient, c'est pour reprendre une situation en main.
À la suite de la destruction du Buy More, elle a accepté de demander au gouvernement le financement permettant sa reconstruction afin qu'il soit une couverture à la CIA / NSA en y incorporant un personnel d'agents et d'analystes infiltrés. Morgan lui demande alors de réembaucher l'ancien personnel hargneux, paresseux et effrayant car cela pouvait compromettre leur couverture. Elle le nommera directeur du magasin quelques jours après la réouverture.
Elle a eu une relation avec l'agent Roan Montgomery par le passé.

## Personnages récurrents

### Bryce Larkin

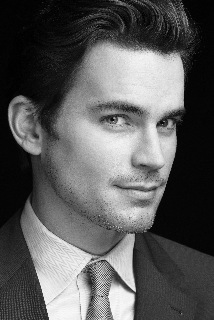
Matthew Bomer interprète Bryce Larkin.

- Interprété par Matthew Bomer (VF : Jérémy Bardeau) (saisons 1 et 2)

Bryce Larkin est un ancien camarade d'université de Stanford de Chuck, il était son colocataire et meilleur ami. C'est durant cette période universitaire qu'il a été recruté par la CIA en 2002, sans le dévoiler à Chuck. Lors de ce recrutement, il a appris que Chuck allait aussi être choisi car des tests révélaient que son cerveau était capable de traiter une énorme quantité d'informations visuelles. Craignant que travailler pour la CIA détruise son ami, Bryce a fabriqué des preuves certifiant qu'il avait triché sur le test afin qu'il ne soit plus sur la liste de recrutement de la CIA.
Cinq ans plus tard, Bryce envoi l’Intersecret par mail à Chuck. Il devient sciemment responsable de l'implantation de l’Intersecret dans le cerveau de Chuck à la suite d'un envoi parce qu'il savait que son ami avait la capacité mentale de l'interpréter.
Il a entretenu une liaison avec Sarah par le passé lorsqu'ils étaient coéquipier et l'attirance qu'ils éprouvent encore l'un pour l'autre est un thème récurrent de la série jusqu'à la fin de la deuxième saison. Sarah choisit finalement Chuck plutôt que Bryce.
Ce dernier meurt juste avant que Chuck ne télécharge le nouvel Intersecret lors du dernier épisode de la deuxième saison.

### Langston Graham
- Interprété par Tony Todd (VF : Thierry Desroses) (saisons 1 et 2)

Langston Graham est le directeur de la CIA. Hiérarchiquement, il est au même niveau que le général Beckman avec laquelle il coopère dans la direction des opérations impliquant Chuck.
C'est lui qui a recruté Sarah après l'arrestation de son père. Il a vu le certificat de naissance de celle-ci et est donc le seul autre protagoniste à connaître le vrai nom de cette dernière. Il a été le superviseur de Sarah sur sa mission de protéger Chuck.
Il est tué lors du premier épisode de la seconde saison à cause du Cypher, saboté par Mr Colt, lors de la mise en marche de celui-ci.

### Harry Tang

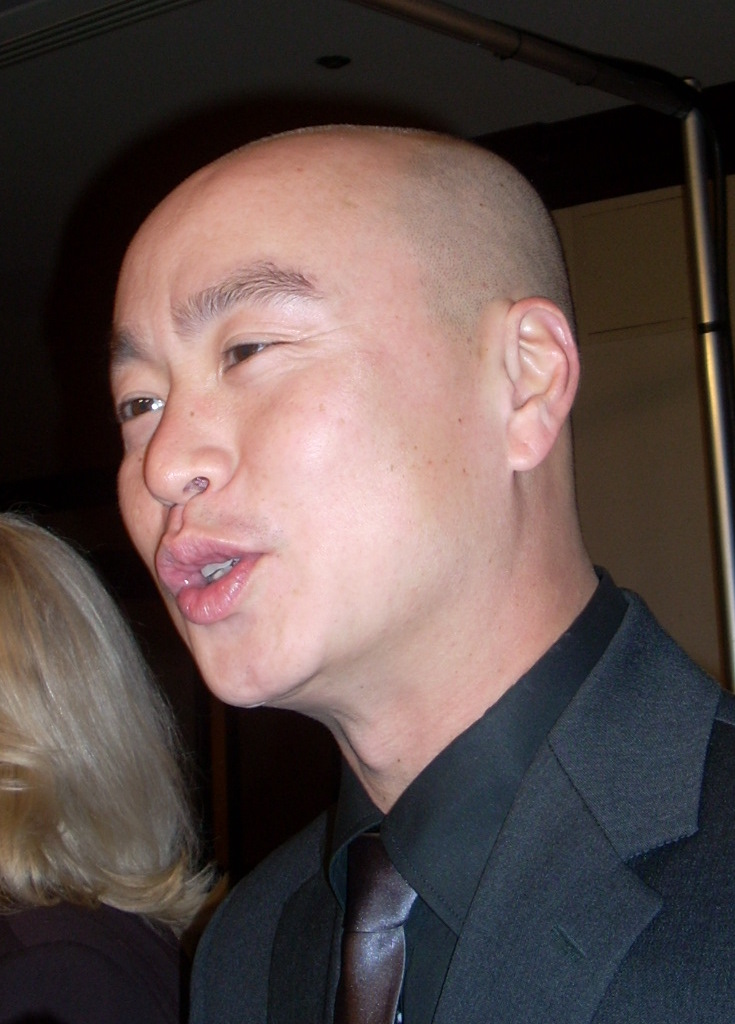
C. S. Lee interprète Harry Tang.

- Interprété par C. S. Lee (VF : Pierre Val) (saison 1)

Harold « Harry » Tiberius Tang est superviseur des ventes au Buy More et devient, lors de la première saison, assistant manager : il se montre tyrannique dans ses fonctions, harcelant les employés, et particulièrement Chuck.
Il découvre par un total hasard les activités d'espionnage de Chuck, Sarah et Casey lors d'une vidéo-conférence avec leurs supérieurs. La CIA décide alors de le délocaliser à Hawaï (où il travaille dans une conserverie d'ananas) afin de ne pas compromettre la sécurité et le déroulement des opérations.

### Jill Roberts

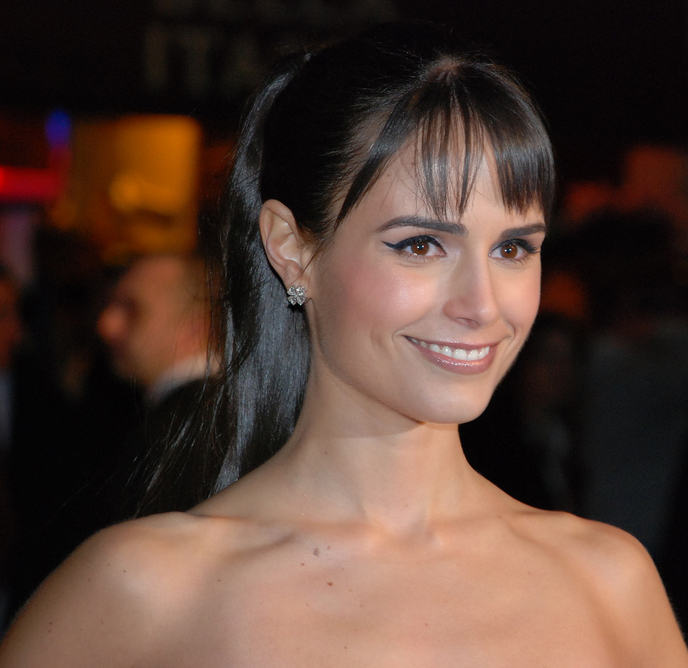
Jordana Brewster interprète Jill Roberts.

- Interprété par Jordana Brewster (VF : Natacha Muller) (saison 2)

Jill Roberts était la petite amie de Chuck lors de leurs études à Stanford. Lors du renvoi de Chuck de l'université, elle a rompu avec lui en lui faisant croire qu'elle le quittait pour Bryce Larkin (elle avoue plus tard à Chuck qu'elle et Larkin ne sont jamais sortis ensemble). Après un doctorat en sciences biomédicales, elle est recrutée par le Fulcrum.
Elle réapparait, cinq ans et quatre mois après leur rupture, pendant une conférence sur la technologie lors de la deuxième saison. Chuck espère alors renouer une relation avec elle et lui révèle qu'il est un agent de la CIA. Toutefois, après le décryptage d'une base de données des agences de renseignement, il se rend compte qu'il ne peut plus lui faire confiance car Jill est un agent du Fulcrum et l'arrête, après qu'elle a tenté de tuer Sarah.
Lorsque son père est enlevé par le Fulcrum, Chuck décide de faire libérer Jill pour qu'elle l'aide à le retrouver en utilisant ses connaissances sur le Fulcrum. Comme elle se montre honnête et ne tente pas de s'échapper, Chuck décide de la laisser s'enfuir à la fin de la mission, à l'insu de Casey et Sarah.

### Emmett Milbarge

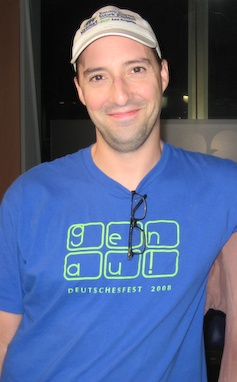
Tony Hale interprète Emmett Milbarge.

- Interprété par Tony Hale (VF : Nessym Guetat) (saisons 2 et 3)

Emmett Milbarge travaille aussi au Buy More où il est à partir du cinquième épisode de la deuxième saison assistant-manager et donc bras-droit de « Big Mike ». C'est une personne opportuniste qui souhaite par-dessus tout monter en grade.
Il a monté de toutes pièces un plan pour démontrer que grâce à lui le magasin fonctionne très bien et peut se passer de Big Mike  en révélant la fainéantise de celui-ci. Ainsi, il obtient le poste de manager du Buy More. C'est quelqu'un qui se montre colérique et très facilement provocateur.
Lors du premier épisode de la troisième saison, il est assassiné par un espion qui recherche Chuck.

### Stephen J. Bartowski

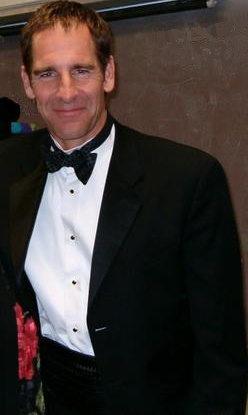
Scott Bakula interprète Stephen J. Bartowski.

- Interprété par Scott Bakula (VF : Guy Chapellier) (saisons 2 et 3 + voix off saison 4, épisode 7)

Stephen J. Bartowski est le père de Chuck et Ellie. Celui-ci les a abandonné alors qu'ils étaient encore très jeunes. Ils sont restés sans nouvelle de lui pendant plusieurs années et lorsqu'Ellie et Devon décident de se marier, Chuck promet à sa sœur de le retrouver afin qu'il soit présent à son mariage. Il découvre alors que son père n'est autre qu’Orion, l'informaticien de génie à l'origine de la création de l’Intersecret. Il apprend aussi que celui-ci possède un Intersecret . Après le mariage d'Ellie et de Devon, Stephen repart pour se cacher mais aussi pour continuer ses recherches. Lorsqu'un agent de l’Alliance arrive à le faire revenir par l'intermédiaire d'Ellie, Stephen découvre que son fils a téléchargé l’Intersecret 2.0 malgré les quelques mensonges de Chuck pour le lui cacher. Il met alors au point un mécanisme inséré dans une montre pouvant contrôler et diminuer les effets secondaires de l’Intersecret 2.0 pour Chuck, le Gouverneur.
Lors de la découverte d'une base secrète de l’Alliance, Shaw tue Stephen. Cependant, il a eu le temps de laisser un message à Chuck pour lui expliquer tous ses secrets dont un particulièrement enfoui et bien gardé, la localisation de sa mère.

### Daniel Shaw

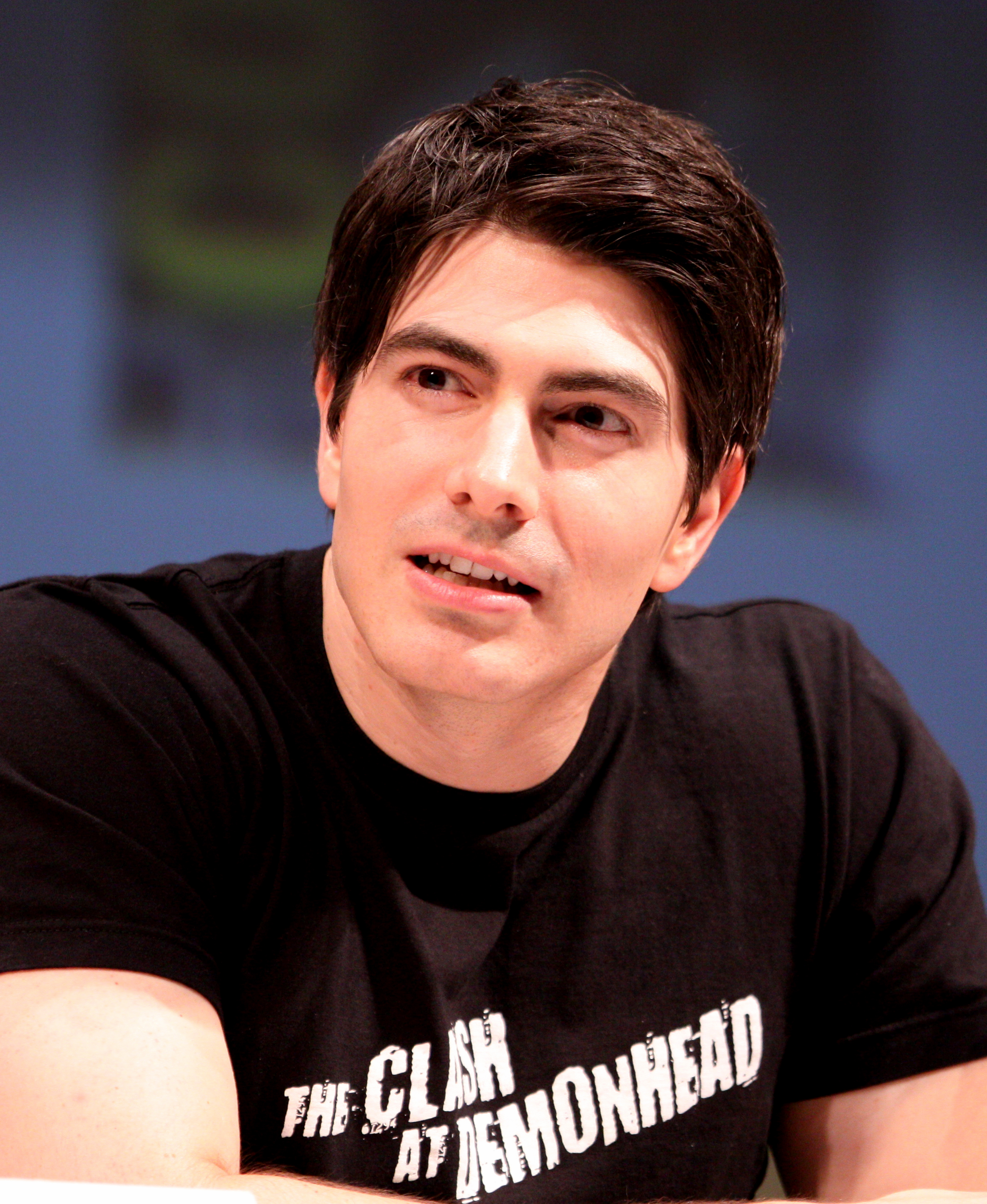
Brandon Routh interprète Daniel Shaw.

- Interprété par Brandon Routh (VF : Adrien Antoine) (saison 3, invité saison 5, épisode 7)

Daniel Shaw est un agent de la CIA. Tout d'abord, il apparaît, parlant avec le général Beckman juste après l'achèvement de la mission de l'équipe avec Carina. Puis, lorsque le général Beckman lui demande de lui permettre de divulguer les détails complets d'une mission, Shaw quitte son bureau sans un mot.
Lors de l'enlèvement de Devon par l’Alliance, il lui est demandé de tuer une personne inconnue dans une installation de la CIA pour prouver qu'il est fidèle à l’Alliance et cette personne n'est autre que Daniel Shaw. C'est Chuck qui effectue toutes les actions pour arriver à piéger l'organisation. Puis plus tard, le général Beckman présente Shaw comme un expert de l’Alliance, c'est lui qui dirige la lutte contre cette organisation et elle le place dans l'opération Bartowski à cette fin, l'ayant mis au courant de l'équipe et de la situation de Chuck comme étant l’Intersecret 2.0. L’Alliance mène une opération contre Devon, au Buy More, mais Shaw tue Sydney et sauve Chuck.
Plus tard, Shaw explique qu'il s'est marié avec l'espionne Evelyn, mais elle a été tuée par un agent de l’Alliance, cinq ans plus tôt. Il cherche à savoir qui est la personne responsable de ce meurtre et grâce au directeur de l’Alliance, il finit par découvrir que c'est Sarah qui l'a tué lors de son « test rouge » (un test permettant de devenir un espion à part entière). Un sentiment de colère l'envahit et décide de se venger. Il change de camp, rejoint l’Alliance et emmène Sarah à Paris, à l'endroit où cette dernière a tué sa femme et tente de la tuer. Chuck lui tire dessus et Shaw tombe dans la Seine. Toutefois, il survit à ses blessures grâce à la technologie de l’Alliance et revient plus tard pour détruire la CIA, bénéficiant désormais de l’Intersecret de l’Alliance. Il tue le père de Chuck dans le but de récupérer le Gouverneur (une montre permettant de canaliser la surchauffe cérébrale provoquée par l’Intersecret). Chuck l'affronte, le bat, récupère le Gouverneur, fabriqué pour lui par son père et envoie Shaw en prison.
Pendant son incarcération, il fait chanter un agent de la CIA, Clyde Decker et l'oblige à travailler pour son compte en lui demandant de le faire évader en échange de son silence pour les crimes commis par ce dernier dans le passé.
Lors de la cinquième saison, il s'échappe finalement à l'aide d'un virus informatique. Il est de nouveau arrêté par Chuck, qui n'a cependant plus l’Intersecret, mais lui implante le virus, détruisant l’Intersecret de Shaw afin qu'ils se battent à armes égales.

### Hannah

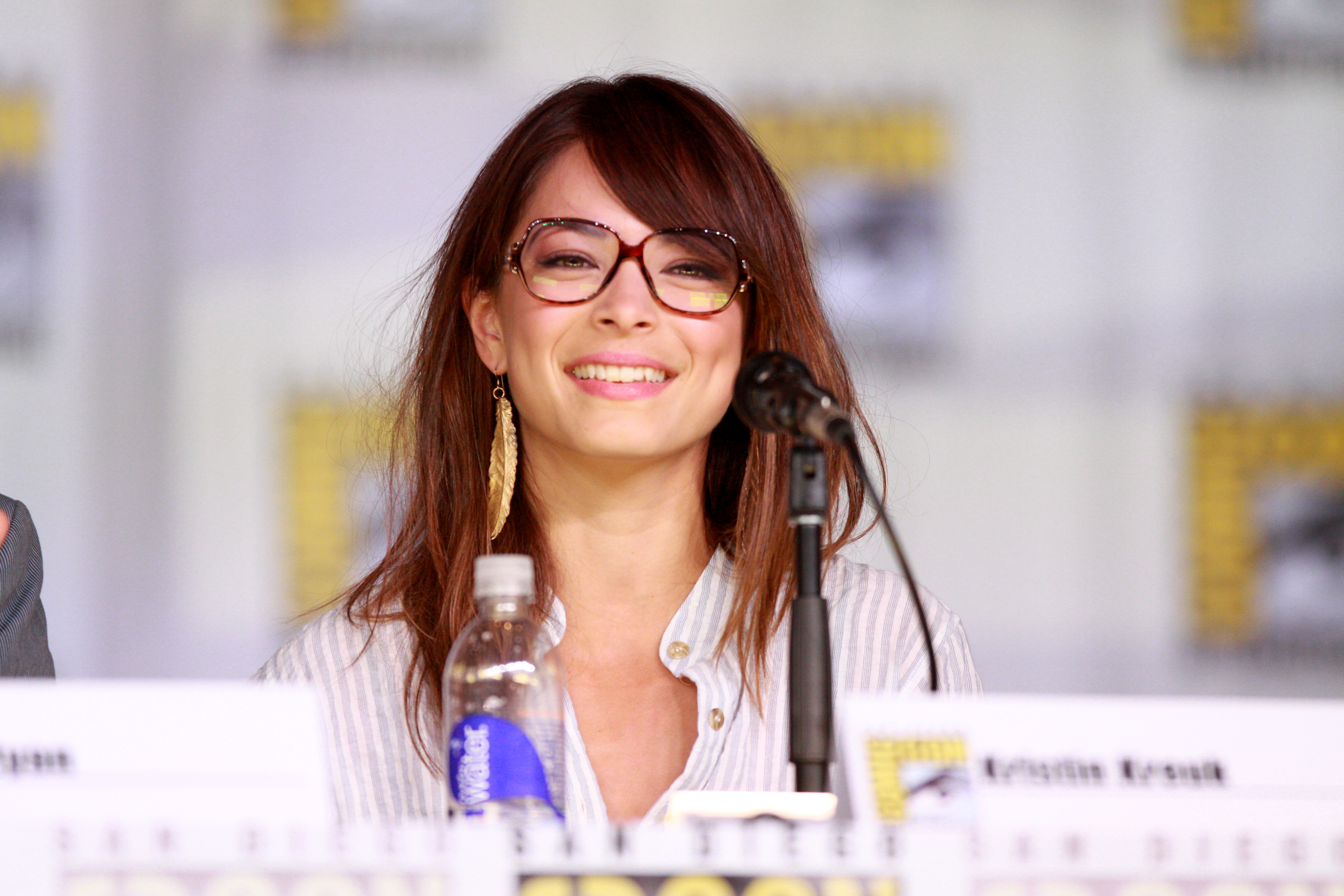
Kristin Kreuk interprète Hannah.

- Interprété par Kristin Kreuk (VF : Charlotte Marin) (saison 3)

Hannah est une jeune responsable de publicité qui rencontre Chuck dans un avion pour Paris. La jeune femme, après avoir été renvoyée par son employeur, sera engagée au Buy More à la suite des recommandations de Chuck. Tous deux se rapprochent et débutent alors une relation amoureuse. Cependant, face à sa vie d'espion et sa grande proximité relationnelle avec Sarah, Chuck prend la décision de se séparer d'elle.

### Justin Sullivan
- Interprété par Scott Holroyd (VF : Laurent Mantel) (saison 3)

Justin Sullivan est un agent double de la CIA travaillant pour l’Alliance. Il a organisé sa rencontre avec Ellie pour la mettre en confiance en Afrique, lors de leur mission pour Médecins sans frontières. Il a d'abord fait en sorte que Devon tombe malade, en lui administrant un dérivé de la malaria pour qu'ils rentrent à Burbank. Une fois sur place, il est retourné voir Ellie et a demandé à lui parler de choses importantes. Il lui a révélé qu'il est agent de la CIA et qu'il recherchait son père pour le protéger de ses ennemis. Il lui dit aussi qu'elle doit se méfier de John Casey. Il arrive à s'arranger pour qu'Ellie pose un micro-émetteur sur son père afin de le pister.

### Alex McHugh

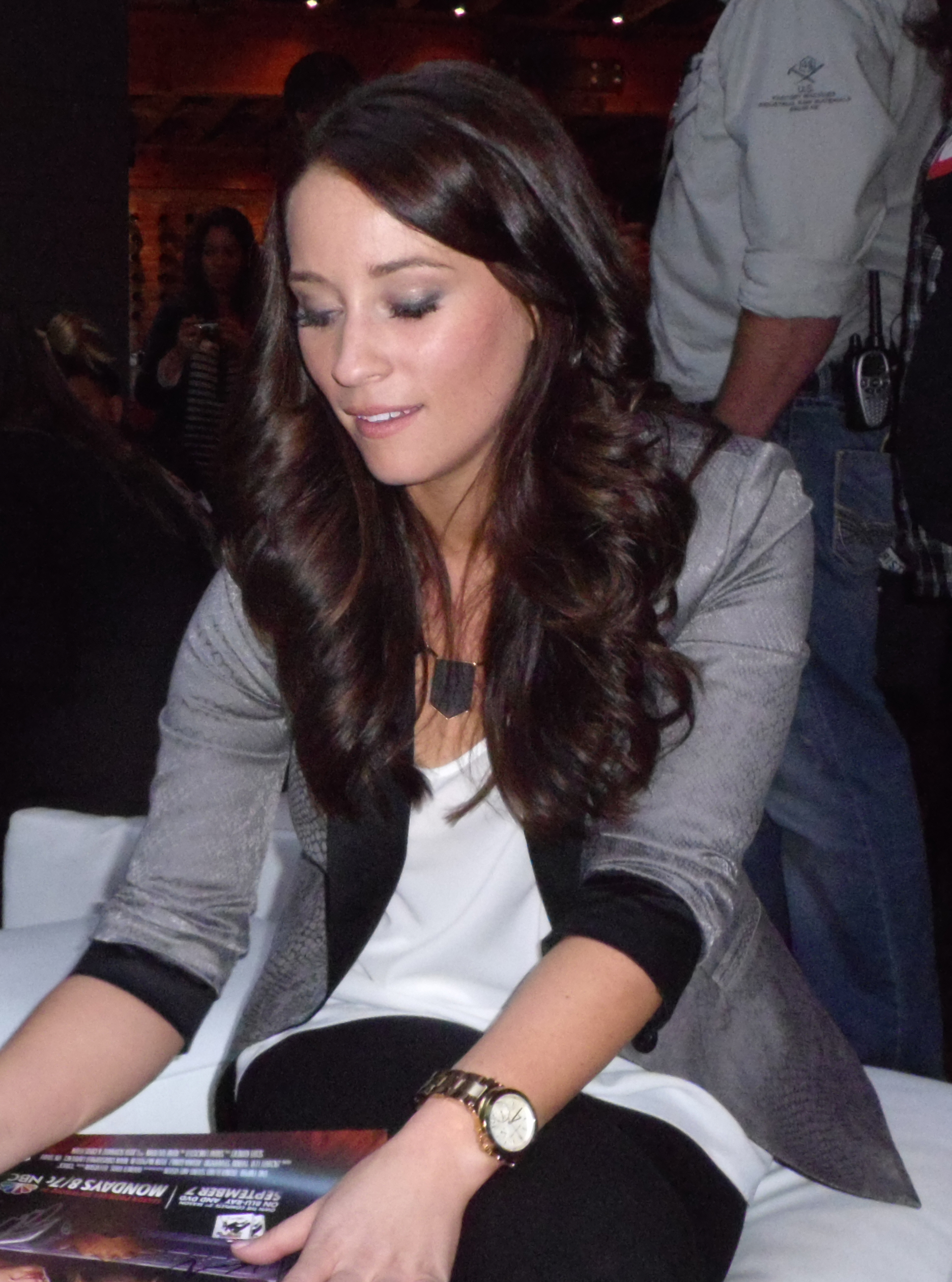
Mekenna Melvin interprète Alex McHugh.

- Interprété par Mekenna Melvin (VF : Cécile Nodie) (invitée saison 3, récurrente saison 4 et 5)

Alex McHugh est la fille de Casey et de Kathleen McHugh. Kathleen était enceinte d'Alex quand Casey, alors connu sous le nom Alexander Coburn, a simulé sa mort pour rejoindre le colonel James Keller. Elle ne sait pas qu'il est son père puisqu'elle le croit mort. Dans l'épisode dix-huit de la troisième saison, Casey a commencé à manger au restaurant où Alex travaille pour apprendre à mieux la connaître mais sans révéler son identité jusqu'au jour où menacée par l’Alliance, Casey lui avoue son identité.
Elle sympathise ensuite avec Morgan, avec qui elle commence une relation sérieuse lors de la quatrième saison, bien que Casey n'approuve pas. Ce dernier finit par accepter la relation, mais il prévient Morgan de ne pas briser le cœur d'Alex. Casey semble à l'aise avec la relation entre sa fille et Morgan après que celui-ci lui assure qu'il se soucie profondément d'Alex.
Alex a connaissance de l'équipe Bartowski et des missions, mais elle n'a jamais su que Chuck avait l’Intersecret. Elle apprend son existence lorsque Morgan se transfère accidentellement une version modifiée de celui-ci, et se comporte mal avec elle.

### Mary Elizabeth Bartowski

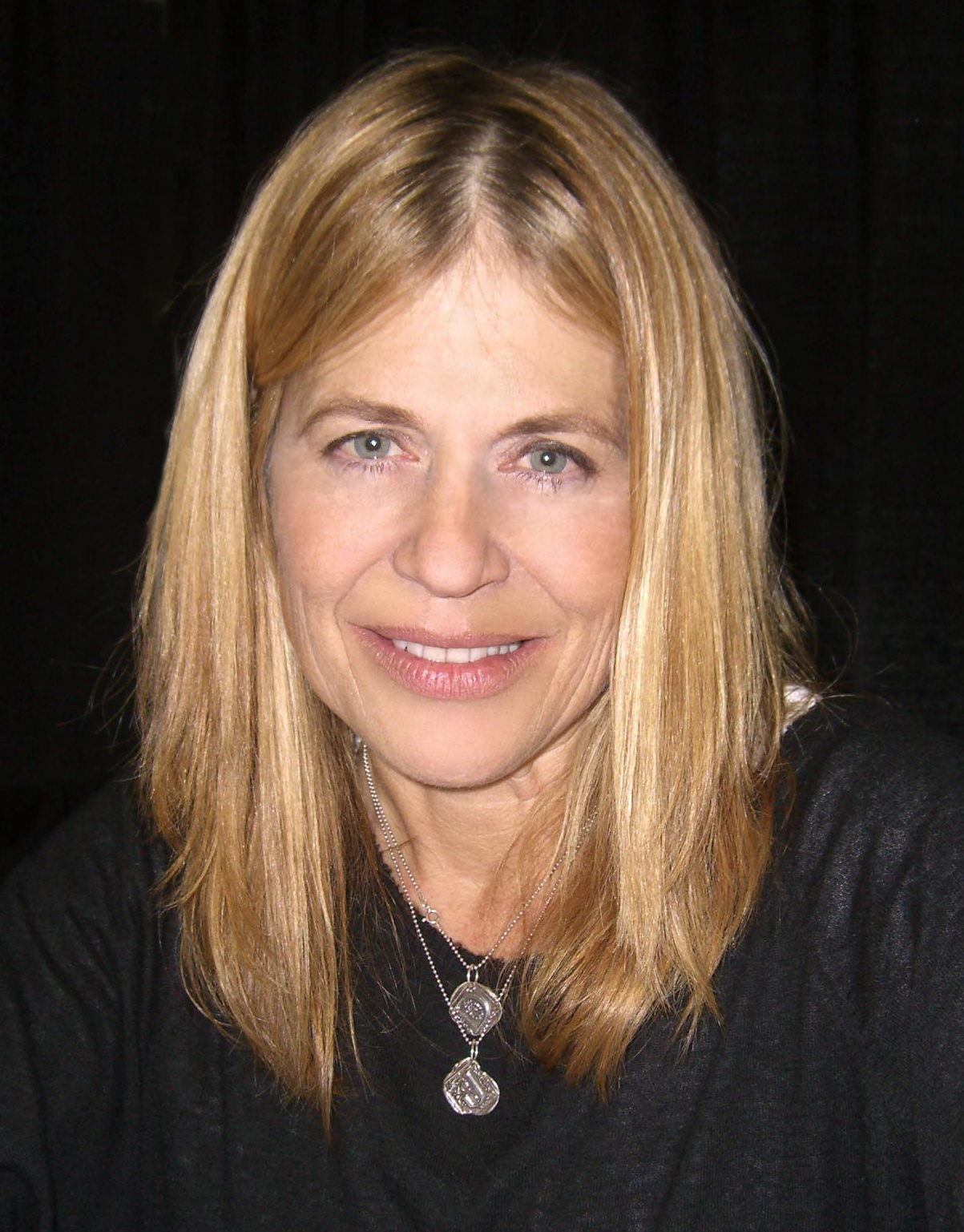
Linda Hamilton interprète Mary Elizabeth Bartowski.

- Interprété par Linda Hamilton (VF : Véronique Augereau) (saisons 4 et 5)

Mary Bartowski est la mère de Chuck et d'Ellie. C'est une ex-espionne de la CIA qui possède un lourd passé. Elle travaille depuis plus de 20 ans pour Alexei Volkoff, ayant comme nom de code "Agent Frost" et a dû renoncer à sa famille afin de les protéger. Elle est en réalité en infiltration pour la CIA et travaille comme agent double.
Lorsque Chuck découvre que Volkoff est amoureux d'elle et qu'elle est restée uniquement pour accéder à un maximum d'informations afin de protéger sa famille, il décide de tout faire pour la libérer.

### Alexei Volkoff

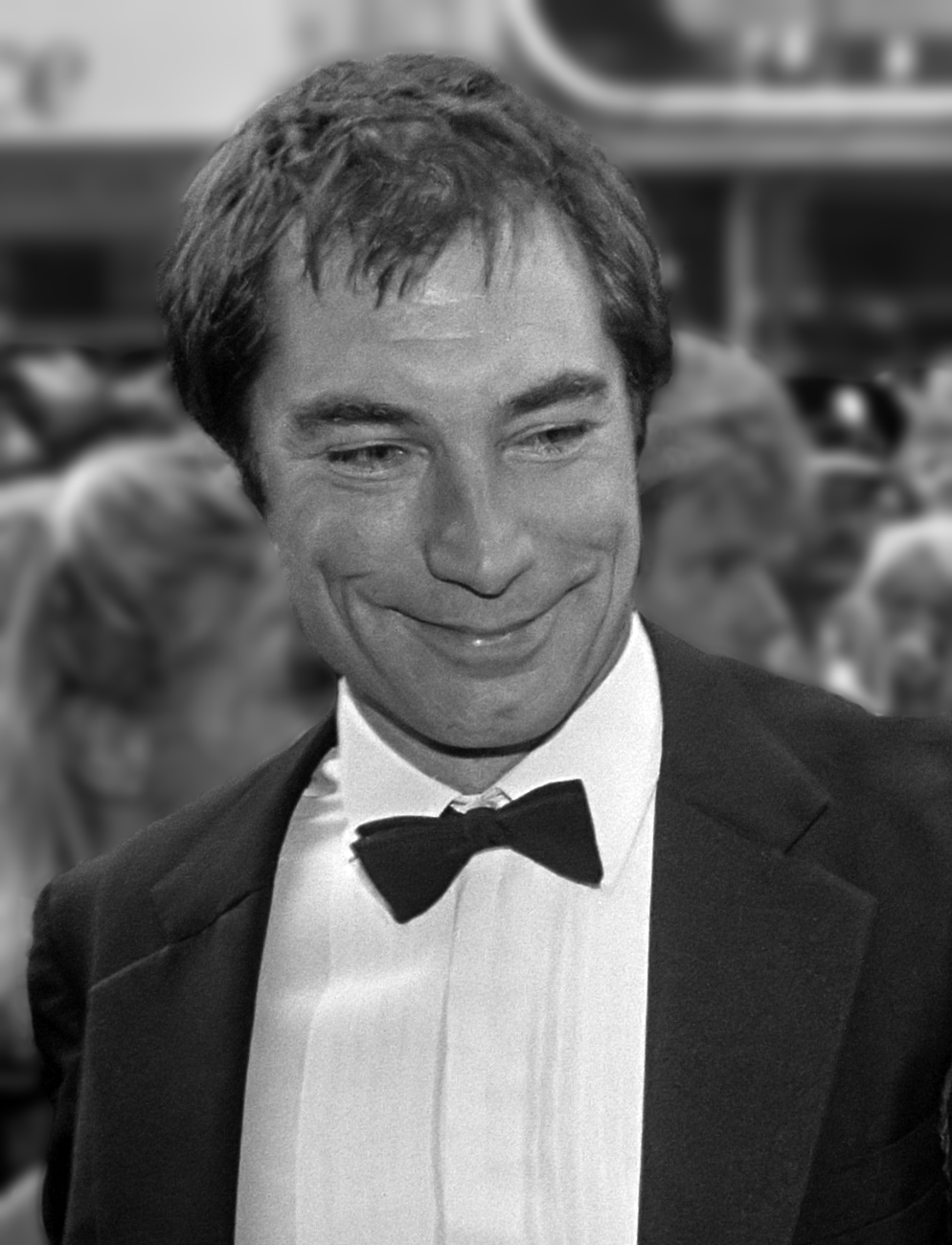
Timothy Dalton interprète Alexei Volkoff.

- Interprété par Timothy Dalton (VF : Edgar Givry) (saison 4)

Alexei Volkoff se fait passer pour un agent du MI-6 et un scientifique se faisant appeler Gregory Tuttle. C'est en réalité un grand industriel russe, et le plus grand trafiquant international d'armes. C'est à cause de lui que la mère de Chuck a quitté sa famille, cette dernière voulant infiltrer son organisation. Il s'appelle en réalité Hartley Winterbottom et a vu sa personnalité changer totalement lorsqu'il a téléchargé le tout premier Intersecret créé par Stephen Bartowski, qui était son ami. Hartley finit par redevenir lui-même à la fin de la saison, et lègue la fortune qu'il a amassé en tant que Volkoff à Chuck et Sarah, faisant d'eux des millionnaires.

### Les Greta
- Interprétés par Olivia Munn (1re version)  / Isaiah Mustafa (2e version) (VF : Daniel Lobé) / Stacy Keibler (3e version) / Summer Glau (4e version)  (VF : Olivia Luccioni)

Ce sont des alias de la CIA et NSA qui suivent un entraînement pour devenir des Intersecret. Les Greta viennent travailler aux Buy More durant la quatrième saison.
Après l'échec de leur mission, la première version Greta est partie en Thaïlande, le deuxième et la troisième, le capitaine Richard « Rick » Noble et le capitaine Victoria Dunwoody, la suite de leur parcours n'est pas connue et la quatrième, elle a dû quitter le Buy More car Lester et Jeff l'avait démasquée.

### Vivian McArthur Volkoff

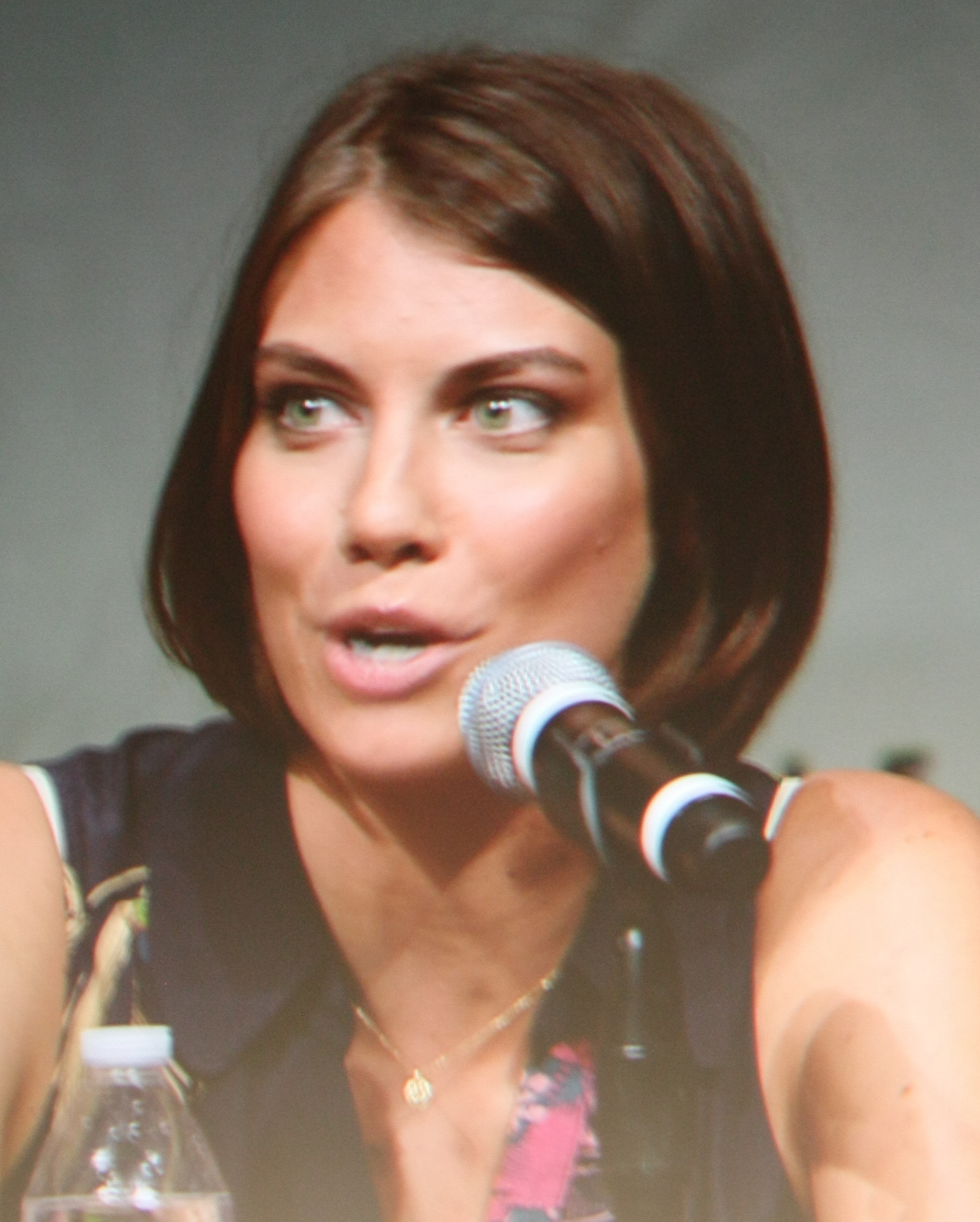
Lauren Cohan interprète Vivian McArthur / Volkoff.

- Interprété par Lauren Cohan (VF : Marie Giraudon) (récurrente saison 4)

Vivian McArthur Volkoff est la fille et successeur désigné d'Alexei Volkoff, un grand criminel international. Malgré les agissements de son père, elle n'avait pas connaissance de son organisation criminelle, ayant cru toute sa vie qu'il était dirigeant d'une entreprise pétrolière. C'est une étudiante en histoire à l'université d'Oxford.
Lors d'une mission, l'équipe Bartowski doit la protéger quand une série de meurtres commence, orchestrée par Boris Kaminsky, à la recherche d'une clé pour déverrouiller une partie du bureau de Volkoff afin de s'emparer de l'entreprise. Lorsque Boris se trouve face à Vivian, il lui révèle que durant sa vie entière, tout ce qu'elle a appris, les arts martiaux, la pratique et l'apprentissage ciblé de plusieurs langues, c'est parce que son père la préparait malgré elle pour le monde de l'espionnage. Elle devra également s'impliquer à moment donné dans l'espionnage. Chuck et elle se découvrent des points communs lors de son initiation. Bien que Vivian refuse d'abord l'héritage de son père, elle est par la suite accusée d'avoir rejoint l'avocat de son père, Riley.
Elle engage alors un agent de la CIA nommé Damien pour tuer Chuck contre 10 millions de dollars, devenant l'ennemi de Chuck. Lorsque Volkoff cessera ses activités criminelles, il parviendra cependant à la remettre dans le droit chemin.

### Jane Bentley
- Interprété par Robin Givens (VF : Laura Zichy) (récurrente saison 4)

Jane Bentley est la directrice du Service des Missions Clandestines de la CIA, qu'elle dirige d'une main de fer. Elle propose à Casey de participer à des opérations secrètes avec d'autres agents, ce qu'il accepte pendant un temps.

### Riley

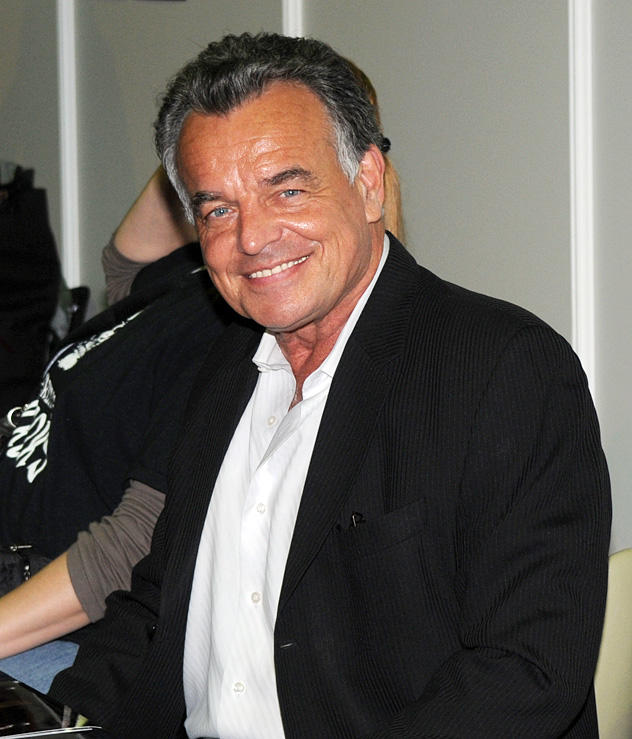
Ray Wise interprète Riley.

- Interprété par Ray Wise (VF : Hervé Jolly) (récurrent saison 4)

Riley est l'avocat de Volkoff, il est impitoyable et prêt à défendre son client à n'importe quel prix.
Il propose des arrangements très douteux à l'équipe uniquement pour sortir Alexei Volkoff ou sa fille d'une mauvaise situation.

### Clyde Deckeralias«l'Effaceur»
- Interprété par Richard Burgi (VF : Bernard Lanneau) (invité saison 4, récurrent saison 5)

Clyde Decker alias l'« Effaceur » est un redoutable tueur à gages. Agent de la CIA et chef d'une équipe qui a pour mission de tuer Chuck et ses alliés.C'est lui qui a été l'interrogateur de Daniel Shaw après son incarcération, mais ce dernier a flashé sur lui et découvert tous les crimes et les atrocités que Decker a commis, alors que le gouvernement n'était pas au courant. Shaw a ainsi décidé de le faire chanter en l'ordonnant de travailler pour son compte en échange de son silence. Ce dernier n'a eu d'autre choix que de l'accepter et a commencé à mettre des bâtons dans les roues de Chuck et son équipe. Il meurt tué par Verbanski.

### Gertrude Verbanski

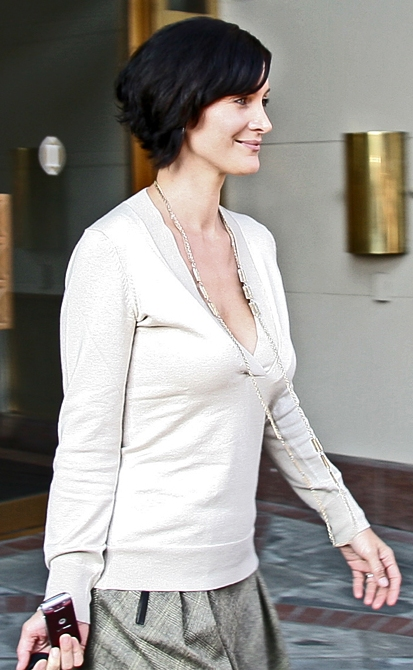
Carrie-Anne Moss interprète Gertrude Verbanski.

- Interprété par Carrie-Anne Moss (VF : Danièle Douet) (saison 5)

Gertrude Verbanski est une ancienne espionne du KGB devenue femme d'affaires et propriétaire de la société Verbanski Corporation.
Elle a été la rivale de John Casey et a gardé son arme comme un trophée dans son bureau depuis. Elle a aussi été sa maîtresse en 1995 en Biélorussie.
Ses premières actions contre les Industries Carmichael étaient de voler les deux atouts les plus importants de l'équipe de Chuck : Sarah, pour son expérience et Morgan, pour l’Intersecret. Elle en profite pour charmer Casey par la même occasion pour qu'il se rallie à sa cause, mais sa tentative de prise de contrôle hostile des Industries Carmichael sert à Casey pour l'arrêter, celui-ci étant l'allié de Chuck et Sarah.
Elle avoue plus tard à Sarah qu'elle aime Casey. Comme lui, elle est arrogante et ne peut pas résister à recourir à la violence pour résoudre les problèmes.

### Nicholas Quinn

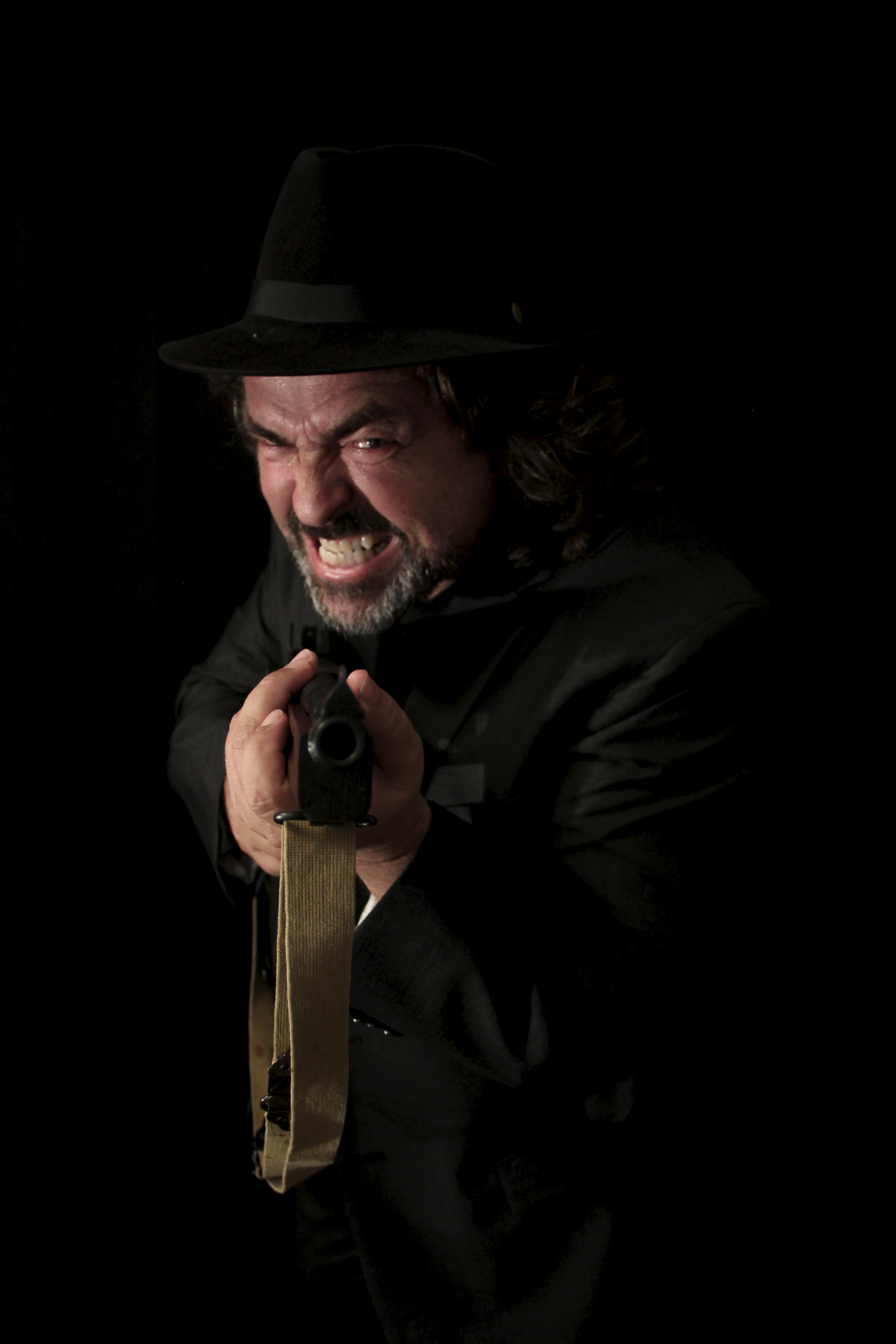
Angus Macfadyen interprète Nicholas Quinn.

- Interprété par Angus Macfadyen (VF : Bernard Métraux) (saison 5 )

Nicholas Quinn est un espion redoutable et le dernier grand ennemi de la société de Chuck. Autrefois agent de la CIA, il était sous couverture pour une mission périlleuse en Afrique. L’Intersecret était l'élément qu'il devait se procurer pour le succès total de sa mission lorsque Bryce Larkin l'a volé et l'a confié, sans qu'il le sache, à Chuck. Lorsque son identité a été découvert par les services secrets africain, il a été capturé et est resté longtemps emprisonné alors que la CIA a décidé de l'abandonner à son sort. Furieux d'être trahi par son pays, il a décidé de se venger en attaquant l'état-major de l'armée américaine. Mais pour atteindre son objectif, il lui faut du temps. Après avoir réussi à s'évader de la prison où il a été détenu, il rentre aux États-Unis et travaille pour son compte, mais aussi pour des organisations ennemis comme le Fulcrum, l’Alliance, les Industries Volkoff...

## Invités

### Uri (2008) / Yuri Gobrienko (2011)
- Interprété par Matthew Willig  (saison 1, épisode 3 / saison 4 épisode 12)

C'est un agent des Industries Volkoff ayant pour mission de protéger un des associés de l'Industrie du nom de « La Ciudad », un trafiquant d'armes et d'arts. Lors de sa première mission sous couverture, Chuck s'est retrouvé face à lui.
Il réapparaît plus tard dans une prison américaine fédérale. Il se nomme Yuri Gobrienko alias « l’Affamé ».

### Malena, laCiudad(2008)
- Interprété par Lorena Bernal (VF : Laurence Charpentier) (saison 1, épisode 3)

La « Ciudad » est une criminelle internationale et trafiquante d'armes travaillant pour le Fulcrum. Elle élimine toutes personnes ayant vu son visage. Seul son prénom est connu.

### Carina Miller (2008 / 2010 / 2011)
- Interprété par Mini Anden (VF : Élisabeth Ventura) (saison 1, épisode 4 / saison 3, épisode 2 / saison 4, épisodes 15 et 24)

Carina est une agent de la Drug Enforcement Administration. C'est une amie de Sarah Walker. Elle a aussi eu une aventure avec John Casey par le passé. Elle travaille seule et utilise sa beauté pour séduire les hommes pour accomplir sa mission ou obtenir simplement ce qu'elle veut. Elle prend des risques inutiles et improvise, ce qui l'amène souvent à s'attirer des ennuis.
Dans le passé, elle a été membre de la Cat Squad, un groupe d'agents d'élite féminin. C'est là qu'elle a connu Sarah Walker.
Dans l'épisode 2 de la troisième saison (Version 2.0), elle a passé la nuit avec Morgan, ce dernier ayant fait preuve de suffisamment de caractère pour lui dire non.
Lors d'une nouvelle mission, Carina fait son retour pour aider l'équipe.

### Lazslo Mahnovski
- Interprété par Jonathan Sadowski (VF : Donald Reignoux) (saison 1, épisode 6)

Alors que Chuck se rend compte qu'il ne possède plus autant de liberté qu'avant et aimerait retrouver son ancienne vie calme et paisible, loin des scènes d'actions des agents, Lazslo Mahnovski débarque dans sa vie. Ce dernier lui explique qu'il est un agent fédéral en fuite du nom de Ben Katz et lui affirme vouloir aussi recommencer une nouvelle vie. En réalité, celui-ci manipule Chuck en lui faisant croire qu'il partage son point de vue. Chuck se laisse alors guider par ses émotions en décidant de l'aider à y parvenir. 

### Riardon Payne (2008)
- Interprété par Kevin Weisman (VF : José Luccioni) (saison 1, épisodes 8)

Riardon Payne est un ancien gymnaste olympique professionnel qui, après s'être blessé, s'est tourné vers la vente illégale de produits et codes nucléaires sur le marché noir. C'est aussi un empoisonneur. Après sa tentative d'acquisition des codes nucléaires de Mason Whitney et l'empoisonnement sur Ellie, Chuck, Casey et Sarah grâce à un dérivé de penthotal, on découvre son but et son emplacement après des flashes de Chuck sur le dispositif de dépistage de Payne. Lorsqu'il est interrogé, il refuse de répondre, Sarah lui tire dans la jambe pour qu'il les renseigne aussitôt sur l'antidote du poison qu'il leur a donné ainsi que les codes nucléaires volés.

### Lou Palone (2008)
- Interprété par Rachel Bilson (VF : Karine Foviau) (saison 1, épisodes 8 et 9)

Lou Palone tient une sandwicherie qui est dans le même centre commercial que le Buy More. Lou et Chuck ont essayé d'avoir une histoire d'amour. Sa rencontre avec celui-ci se fait au Buy More, car son téléphone était cassé, ce qui fournit l'impulsion de leur rencontre (la rencontre de Chuck et Sarah étant similaire). Il est révélé qu'elle fait partie d'un groupe de contrebande pour obtenir de la charcuterie fraîche. Chuck interrompt leur relation quand il découvre que Sarah a vraiment des sentiments pour lui.

### Tommy Delgado (2008)
- Interprété par Anthony Ruivivar (VF : Luc Boulad) (saison 1, épisodes 9 et 10)

Tommy est un agent du Fulcrum chargé de traquer l’Intersecret. Il pourchasse tout d'abord Bryce Larkin puis Chuck.

### MrColt (2009)
- Interprété par Michael Clarke Duncan (VF : Saïd Amadis) (saison 2, épisode 1)

Mr Colt est un mercenaire embauché pour voler le Cipher, une pièce importante gouvernementale américaine permettant de reconstruire un Intersecret et ayant une facilité d'installation et de recherche.
Colt est un homme très grand et très fort. Bien qu'il ne soit pas aussi agile que Sarah, sa taille et sa force ont fait de lui un adversaire très dangereux. Colt fait fréquemment des étirements avant l'engagement d'une activité physique vigoureuse, ce qui lui permet aussi d'intimider ses adversaires. Il n'a pas seulement un physique impressionnant, il a aussi prouvé qu'il était extrêmement intelligent et calculateur. Lors de ses tentatives d'acquérir le Cipher, il réussit à l'obtenir après qu'un de ses agents l'a intercepté chez John Casey. Il en profite alors pour l'échanger avec un leurre saboté qui a détruit le système informatique et tué plusieurs agents dont le Directeur Graham.

### Agent Roan Montgomery (2009 / 2011)
- Interprété par John Larroquette (VF : Philippe Ogouz) (saison 2, épisode 2 / saison 4 épisode 14)

L'Agent Roan Montgomery est un agent de CIA, réputé pour être un légendaire coureur de jupons. Il enseigne à Chuck l'art de la séduction. Malheureusement, Roan n'est plus le plus grand espion du monde, mais sera inspiré par la détermination de Chuck à sauver Sarah et Casey de Sasha Banacheck. Roan Montgomery est devenu instructeur tard dans sa carrière et a laissé tomber Casey deux fois dans l'infiltration et l'incitation de l'ennemi. Il a aussi eu une aventure amoureuse avec le général Beckman.
Lors d'une mission d'infiltration dans un temple gardé par des mercenaires féminines au Maroc, Roan Montgomery revient leur apporter son aide et ses conseils.

### Sasha Banacheck (2009)
- Interprétée par Melinda Clarke (VF : Julie Dumas) (saison 2, épisode 2)

Sasha Banacheck était une ancienne agent de KGB qui est devenu mercenaire juste après la fin de la Guerre froide. Après sept ans dans une prison bulgare (sans parler de la torture présumée) pour fournir des armes à une insurrection contre-gouvernementale, Banacheck a reçu le Cipher de Mr Colt, qu'il a échangé avec un leurre saboté qui a détruit le système informatique pour être transféré à leurs employeurs.
Sasha Banacheck est une séductrice célèbre, infâme et dangereuse. Elle compte principalement sur ses mercenaires sous ses ordres plutôt que sur sa propre formation de combat. Elle préfère utiliser son apparence et ses atouts physiques plutôt que l'arme et la confrontation directe. Elle a obtenu le surnom de « Veuve Noire » pour sa cruauté et son habitude de tuer ses adversaires. Elle a d'autres pseudonymes connus. Le seul agent connu pour avoir « joué » avec elle à ce jeu est l'agent Roan Montgomery : lors de leur rencontre, cela l'a mené à son emprisonnement. Elle a d'ailleurs rapidement reconnu la formation de Roan Montgomery quand elle a dansé avec Chuck et qu'il a essayé de la séduire.

### Von Hayes (2009)
- Interprété par Steve Valentine (VF : Pierre Tessier) (saison 2, épisode 3)

Von Hayes possède une certaine notoriété de par son statut de puissant magnat de l'ingénierie logiciel. Ayant eu référence de ces compétences, une agent du Fulcrum le contacte, après avoir volé une puce contenant des données de la CIA, pour lui demander de décrypter les données que celle-ci contient afin qu'elle puisse en tirer profit. Néanmoins, l'agent trop pressé menace de tuer Von Hayes s'il ne se dépêche pas à décoder cette puce. Face au menace, Von Hayes se montre plutôt impressionnable et peureux malgré le charisme qu'il possède, l'équipe comprend alors qu'il n'est qu'un pion du Fulcrum. Cependant, cela a permis  à Chuck de repérer puis par la suite de récupérer la puce. Lors de la mission, Von Hayes ne souhaite échanger la puce qu'avec Chuck car il ne fait confiance qu'à lui.

### Heather Chandler (2009 / 2011)
- Interprété par Nicole Richie (VF : Dorothée Pousséo) (saison 2, épisode 4 / saison 4, épisode 3)

Heather Chandler est une ancienne camarade de lycée de Sarah. Pom-pom girl très populaire et « plus belle fille du lycée », elle était souvent agressive avec Sarah, cette dernière étant bien moins appréciée qu'Heather. Elle resurgit lors de la deuxième saison, à l'occasion d'une réunion d'anciens du lycée. Elle est alors mariée à un ingénieur auquel elle essaie de soustraire des informations classifiées. Sarah la démasque et la neutralise à la suite d'un combat à mains nues lors de la réunion des anciens.
Lors d'un transfert de prisonniers qui se déroule mal, Heather est amenée au Buy More car elle affirme avoir des informations sur Mary Bartowski.

### Edgar, agent du Fulcrum (2009)
- Interprété par Mark Pellegrino (VF : Nicolas Lormeau) (saison 2, épisode 7 / (caméo) saison 5, épisode 13)

C'est un agent du Fulcrum ayant pour mission de démasquer et capturer l’Intersecret. Lors de la cinquième saison, il fournit l'une des parties de l’Intersecret à Nicholas Quinn.

### Jack Burton (2009)
- Interprété par Gary Cole (VF : Jean-Luc Kayser) (saison 2, épisode 10) / (VF : Lionel Tua) (saison 4, épisode 21)

Jack Burton est le père de Sarah. C'est un ancien arnaqueur qui a été arrêté pour sa propre sécurité (il avait arnaqué un homme dangereux qui risquait de se venger) tandis que Sarah effectuait ses études au lycée de San Diego. On apprend aussi qu'il a vécu dans le Montana et a fréquemment impliqué sa fille dans ses arnaques. Il devient profondément impliqué avec le Cheik Rajiv Ahmad, quand il lui vend le Nagamichi Plaza à Los Angeles sous la ruse d'une fausse identité, Hans Liechtenstein, un individu riche qui s'est un peu trop avancé dans la vie et doit vendre un morceau de valeur de sa propriété. Quand la police arrive pour arrêter Jack pour fraude, Sarah l'aide à s'échapper.
Lors d'une mission assez complexe Chuck et Sarah retrouvent sur leur chemin Jack Burton, le père de Sarah. En parallèle, ils sont en pleine préparation de leur mariage, une occasion pour Chuck de l'annoncer au père de Sarah.

### Tyler Martin (2009)
- Interprété par Dominic Monaghan (VF : Vincent Ropion) (saison 2, épisode 12)

Tyler Martin est une rock star britannique. Après son troisième album platine, il a organisé un concert humanitaire pour sensibiliser la conscience de la population face aux problèmes en croissance de l'Afrique du Nord. Cependant, il est aussi inconsciemment utilisé par son manager pour faire de la contrebande de plans pour un réacteur nucléaire par le biais de ses tatouages. Le Général Beckman ordonne à l'équipe de protéger Tyler Martin et d'identifier ses assaillants après l'empêchement d'un attentat à sa vie.

### Agent Cole Barker (2009)
- Interprété par Jonathan Cake (VF : Xavier Fagnon) (saison 2, épisodes 15 et 16)

L'agent Cole Barker est né à Newcastle, en Angleterre. C'est un agent du MI-6 assigné par le gouvernement britannique pour infiltrer le Fulcrum afin de leur soutirer des informations. Sarah, Chuck et Casey le prendront au départ pour un agent du Fulcrum mais il se révèlera être un allié de taille face à leur ennemi. Lors de leur mission, associé à Cole, le plan a été accidentellement perturbé par Chuck et lui-même, Sarah, Cole et Chuck ont tous été capturés puis torturés par le Fulcrum pour savoir qui est l’Intersecret.
C'est pendant cette mission que Cole dévoile son attirance pour Sarah et lui fait aussi la proposition de partir avec lui. Sarah refuse lui faisant comprendre son attachement à Chuck.

### Vincent Smith (2009)
- Interprété par Arnold Vosloo (VF : Éric Herson-Macarel) (saison 2, épisodes 17, 19, 21 et 22)

Vincent Smith est un agent du Fulcrum. Il est à la poursuite à la fois d’« Orion » et de l’Intersecret pour les faire disparaître. Il est loyal à sa cause, sans scrupules et prêt à tout pour arriver à ses fins.

### Agent Alexandra Forrest (2009)
- Interprété par Tricia Helfer (VF : Barbara Beretta) (saison 2, épisode 18)

L'agent Alexandra Forrest est un agent de la CIA qui, à la suite de la demande du Général Beckman, est envoyée pour évaluer la relation émotionnelle entre Chuck et Sarah et les performances de Sarah sur le terrain. Forrest perçoit cette relation comme pouvant compromettre les missions actuelles et futures. Son rapport final déclare que l'Agent Walker et Chuck sont trop proches pour leur sécurité et elle a brièvement remplacé Sarah comme garde du corps de Chuck. Cependant, lors de cette mission, Sarah se révèlera meilleure et beaucoup plus à même de protéger Chuck, maîtrisant davantage la situation de par ses connaissances et ce lien émotionnel la rattachant à Chuck. La personnalité de l'agent Forrest ressemble énormément à celle et à la froideur de John Casey.

### Ted Roark (2009)
- Interprété par Chevy Chase (VF : Jean-Claude Robbe) (saison 2, épisodes 19, 21 et 22)

Ted Roark est une personnalité très puissante du monde des affaires internationales s'intéressant aux nouvelles technologies. Le père de Chuck et lui se connaissent puisqu'ils ont été dans la même université et ont travaillé ensemble sur la fabrication de multiples appareils technologiques, dont l’Intersecret. Seulement celui-ci avait des plans machiavéliques et souhaitait utiliser cette technologie à des fins personnelles pour asservir le monde. C'est ainsi que Stephen Bartowski a dû disparaître avec l’Intersecret. Lorsqu'il réapparaît et que Ted Roark a eu l'occasion, il enlève Stephen afin de le forcer à fabriquer un Intersecret qui fonctionne pour lui et ses hommes. Stephen, ayant de la rancœur passée du fait que Ted lui ait volé toutes ses idées technologiques, informatiques et dans le but de sauver Chuck, double Roark en fabriquant un « faux Intersecret » avec le Cube Intersecret en sa possession. Il l'a conçu en faisant en sorte que celui-ci ne fonctionne que sur Chuck afin de lui effacer les données de l’Intersecret que son fils a dans sa mémoire.

### Karl Stromberg (2010)
- Interprété par Vinnie Jones (VF : Guillaume Orsat) (saison 3, épisode 2)

C'est un dangereux criminel qui tombe réellement amoureux de Carina lors d'une mission, au point de vouloir vraiment se marier avec elle. Il tombe de haut lorsqu'il découvre qu'elle est en réalité espionne et tente de la tuer avant d'être arrêté.

### Alejandro et Hortensia Goya (2010 / 2011)
- Interprété par Armand Assante (VF : Julien Kramer) et Tia Texada (VF : Ethel Houbiers) (saison 3, épisode 3 / saison 4, épisode 4)

Alejandro Goya dit le « premier » est le président du Costa Gravas. Lors d'une mission, Chuck a eu affaire à lui. Cependant à ce moment-là, c'était Devon qui était au devant de la mission et qui a sauvé la vie du « premier ». Alejandro lui a alors dit qu'il saurait le remercier. C'est chose faite puisqu'un jour, celui-ci invite Devon et Ellie sur son île. Toute l'équipe décide de les accompagner et vont faire la connaissance de Hortensia, la femme d'Alejandro, qui cache des secrets très importants.

### Sydney Price (2010)
- Interprétée par Angie Harmon (VF : Juliette Degenne) (saison 3, épisode 4)

Sydney est une espionne de charme travaillant pour l’Alliance, la nouvelle organisation secrète d'espionnage ennemie de l'équipe. Durant une des missions qui lui sont confiées, elle cherche à éliminer Devon, qu'elle prend pour un espion infiltré. Elle le fait enlever afin de lui proposer de devenir un agent double dans le but de soutirer des informations sur les opérations de la CIA. Il est secouru par Chuck et son équipe.

### Hugo Panzer (2010 / 2011)
- Interprété par Stone Cold Steve Austin (VF : Michel Vigné) (saison 3, épisode 5 / saison 4, épisode 3)

Hugo Panzer est un pro du Close Quarter Combat, une technique d'engagement de combat avec arme à courte distance. Il fait partie de l’Alliance et doit leur apporter une clé USB contenant des données très importantes. Chuck le neutralisera, non sans étourderies et sans difficultés, à bord d'un avion.
Lors de son transfert vers un autre pénitencier, il se retrouve libre et chercher à se venger.

### Colonel James Keller (2010)
- Interprété par Robert Patrick (VF : Michel Voletti) (saison 3, épisode 10)

Le colonel Keller est un militaire qui a dans le passé a recruté Casey afin de le former au combat. Il resurgit et exige de Casey, en le menaçant de tuer son ex-fiancée, qu'il coopère en lui remettant une pilule contenant une substance spéciale pouvant supprimer tout sentiment de peur retire les émotions. 

### Kathleen McHugh (2010 / 2011)
- Interprétée par Clare Carey (VF : Françoise Cadol) (saison 3, épisode 10 / saison 4, épisode 14)

C'était la fiancée de Casey quand ils étaient jeunes. Elle a eu Alex après la mort supposée de Casey.

### Directeur de l’Alliance(2010)
- Interprété par Mark Sheppard (VF : Fabien Jacquelin) (saison 3, épisodes 12 et 13)

C'est le directeur de l’Alliance. Il ordonne à ses subordonnés de capturer Shaw pour l'enrôler dans l'organisation. Cependant, lorsque celui-ci refuse, le directeur lui montre les images de sa femme tuée lui permettant de voir le visage de la personne responsable.

### Craig et Laura Turner (2010)
- Interprété par Fred Willard (VF : Michel Bedetti) et Swoosie Kurtz (VF : Colette Venhard) (saison 3, épisode 15)

Craig et Laura Turner sont des agents secrets de la CIA, coéquipiers et mariés, et toujours sur le terrain malgré leur âge. Néanmoins, ils ont changé et volent des objets, des éléments ou du matériel du gouvernement afin de les revendre au plus offrant. Lui et sa femme ont été appelés par le général Beckman afin de donner un modèle de couple d'espionnage à Chuck et Sarah.
Référence
Ce couple d'agent secret fait référence à Jonathan et Jennifer, personnages de fiction représentés dans la série télévisée : Pour l'amour du risque.

### DrLeo Dreyfus (2010)
- Interprété par Christopher Lloyd (VF : Pierre Hatet) (saison 3, épisode 16)

Le Dr Leo Dreyfus est un psychiatre de la CIA. À la suite des cauchemars que Chuck fait, le Général Beckman lui recommande d'aller le consulter car ceux-ci le perturbent, fragilise la fiabilité de ses informations et font de lui un élément potentiellement dangereux au sein de l'équipe. Au cours de leur discussion, le Dr Dreyfus diagnostique une santé mentale qui, au fil du temps, va se détériorer à cause de l’Intersecret 2.0 par le biais d'hallucinations, d'aliénation mentale et de délire paranoïaque. Il préfère, dans l'intérêt de tous, suspendre Chuck le temps qu'il aille mieux.

### Marko (2010)
- Interprété par Dolph Lundgren (VF : Féodor Atkine) (saison 4, épisode 1)

Marko est un espion russe travaillant pour Volkoff.

### Harry Dean (2010)
- Interprété par Harry Dean Stanton  (saison 4, épisode 1)

Harry Dean est recouvreur de dettes. Il causera quelques soucis à Chuck dans sa quête.

### Garde du corps (2010)
- Interprété par Lou Ferrigno  (saison 4, épisode 2)

C'est le garde du corps de la top-model Sofia Stepanova, il en est particulièrement amoureux.

### Sofia Stepanova (2010)
- Interprétée par Karolína Kurková  (saison 4, épisode 2)

C'est une top-model et espionne sous couverture qui travaille comme principale importatrice d'armes des Industries Volkoff.

### Victor (2010)
- Interprété par Bronson Pinchot  (saison 4, épisode 2)

Lors d'une soirée à Milan en Italie, Chuck connait un moment gênant avec Victor.

### Packard (2010)
- Interprété par Eric Roberts (VF : François Dunoyer) (saison 4, épisode 5)

C'est l'ancien coéquipier de Casey et le cerveau de l'équipe qui souhaite trahir ce dernier pour récupérer l'or des terroristes qui les ont chargés de le détruire. Il est arrêté par Casey mais il réussit à s'évader. Il travaille secrètement pour le compte de Volkoff Industries en tant que directeur de prison.

### Mackintosh (2010)
- Interprété par Joel Moore (VF : Vincent de Bouard) (saison 4, épisode 5)

Ancien coéquipier de Casey, il souhaite se venger de lui.

### T. I. (2010)
- Interprété par David Bautista  (saison 4, épisode 5)

Ancien coéquipier de Casey, il souhaite se venger de lui.

### DrStanley Whellwright (2010)
- Interprété par Robert Englund  (saison 4, épisode 6)

Le Dr Stanley Whellwright est néfaste avec ses recherches car il est capable de rendre réels les cauchemars les plus sombres et ainsi leur transformer leur vie en catastrophe.

### Dasha (2010)
- Interprété par Ana Gasteyer  (saison 4, épisode 7)

C'est un agent de Volkoff entraînée pour la torture et qui est peu scrupuleuse. Elle adore torturer ses victimes avec des objets très pointus.

### Jim Rye (2010)
- Interprété par Rob Riggle (VF : Bruno Magne) (saison 4, épisode 8)

C'est un agent de la CIA un peu déluré qui est missionné pour aider Chuck à devenir un meilleur espion.

### Adelbert De Smet (2010)
- Interprété par Richard Chamberlain (VF : Pierre Dourlens) (saison 4, épisode 8 et 9)

Adelbert De Smet dit « le Belge » est un redoutable espion international de nature impitoyable et coriace. Il réussit toujours à s'échapper et à disparaître jusqu'au jour où Chuck devra le retrouver et l'affrontera. Cependant, celui-ci n'est pas comme les autres espions que Chuck a pu affronter.

### Augusto Gaez (2011)
- Interprété par Lou Diamond Phillips (VF : Bruno Dubernat) (saison 4, épisode 15)

C'est un espion brésilien ennemi juré de la Cat Squad (l'ancienne unité de Sarah).

### Zondra (2011)
- Interprétée par Mercedes Masohn (VF : (saison 4, épisodes 15 et 24)

Zondra est l'ancienne partenaire dans la Cat Squad.

### Amy (2011)
- Interprétée par Mircea Monroe (VF : Lydia Cherton) (saison 4, épisode 15)

Amy est l'ancienne partenaire de Sarah dans la Cat Squad. C'est en réalité une traîtresse.

### Antonia (2011)
- Interprétée par Sonya Macari (saison 4, épisode 16)

Antonia est une espionne italienne. Cependant, Chuck et toute l'équipe ne savent pas s'ils peuvent lui faire confiance.

### M.Aleixo (2011)
- Interprété par François Chau (VF : Patrick Osmond) (saison 4, épisode 17)

Mr Aleixo est le chef des mercenaires asiatiques qui s'opposeront à l'équipe.

### Daphne Peralta (2011)
- Interprétée par Lisa LoCicero (saison 4, épisode 21)

Daphne Peralta est une préparatrice dynamique de mariage. Elle est originaire du New Jersey. Lorsque Chuck et Sarah la rencontrent pendant leur mission en Iran, elle organise le mariage de la fille d'un scientifique hongrois spécialiste du nucléaire, le Dr Klug, qui travaille pour les iraniens. Elle leur révèle que ses fils, Bruno, Franz et Paulie sont également des scientifiques travaillant pour l'Iran mais ne sait pas qu'ils sont impliqués dans d'étranges histoires.
Chuck et Sarah vont alors faire appel à elle pour les aider et les conseiller sur la manière d'organiser la cérémonie de leur mariage, mais elle se révèle être une escroc qui s'enfuit avec l'argent de leur mariage.

### Jean Claude (2011)
- Interprété par Mark Hamill (VF : Patrick Préjean) (saison 5, épisode 1)

Jean Claude est un riche voleur, arrêté par Carmichael Industries.

### Roger Bale (2011)
- Interprété par Craig Kilborn (saison 5, épisode 1)

C'est un escroc qui a volé des millions de dollars.

### Karl Sneijder (2011)
- Interprété par Jeff Fahey (VF : Patrick Raynal) (saison 5, épisode 2)

C'est un trafiquant d'armes qui embauche Carmichael Industries pour soi-disant libérer son frère qui a été enlevé. En réalité, il veut le tuer.

### Wesley Sneijder (2011)
- Interprété par Justin Hartley (VF : Sébastien Boju) (saison 5, épisode 2)

Wesley Sneijder, frère de Karl, est anthropologue. Un doute subsiste quant à sa probable participation dans les affaires de son frère.

### Crazy Bob (2011)
- Interprété par David Koechner (saison 5, épisode 4)

Crazy Bob est manager de la franchise des magasins Buy More.

### Jane Robertson (2011)
- Interprétée par Catherine Dent (VF : Déborah Perret) (saison 5, épisode 4)

Jane Robertson est une amie de Bob, elle est aussi manager dans un autre établissement Buy More.

### Vali Chandrasekaren (2011)
- Interprétée par Danny Pudi (VF : Paolo Domingo) (saison 5, épisode 5)

### Valaria (2011)
- Interprétée par Beau Garrett (VF : Charlotte Marin) (saison 5, épisode 5)

Valaria est la chef de l'« Église du vent éternel » (Church of Eternal Wind en V. O.).

### Colin Davis (2011)
- Interprétée par Eric Lange (VF : Gérard Darier) (saison 5, épisode 5)

Colin Davis est un des disciples de l'« Église du vent éternel ».

### Agent Robyn Cunnings (2011)
- Interprétée par Rebecca Romijn (VF : Chantal Baroin) (saison 5, épisode 6)

Robyn Cunnings est un agent spécial de la CIA.

### Stan Lee (2011)
- Interprétée par Stan Lee (saison 5, épisode 7)

Lors d'une mission, Chuck rencontre Stan Lee et celui-ci lui révèle qu'il possède une identité secrète.

### Emma (2012)
- Interprétée par Cheryl Ladd (VF : Céline Monsarrat) (saison 5, épisode 8)

Emma est la mère de Sarah.

### Kieran Ryker (2012)
- Interprétée par Tim DeKay (VF : Pierre Tessier) (saison 5, épisode 8)

Kieran Ryker est un agent de la CIA et ancien mentor de Sarah.

### Bo Derek (2012)
- Interprétée par Bo Derek (saison 5, épisode 10)

L'actrice Bo Derek va intervenir dans une missions de Chuck.